# Histoire du rock
 (juin 2014).
Si vous disposez d'ouvrages ou d'articles de référence ou si vous connaissez des sites web de qualité traitant du thème abordé ici, merci de compléter l'article en donnant les références utiles à sa vérifiabilité et en les liant à la section « Notes et références ».
 (novembre 2015).
- Si vous ne connaissez pas le sujet, laissez ce bandeau (vous pouvez alors contacter les auteurs).
- Si vous supprimez le contenu mis en cause (vous pouvez préalablement contacter les auteurs),

argumentez précisément cette suppression dans la page de discussion
(un manque de référence n'est pas un argument ; une recherche réelle de référence doit avoir été effectuée, être formellement documentée).
Le rock naît dans la première moitié des années 1950, aux États-Unis, sous le nom du rock 'n' roll. Il est alors issu d'un mélange de musiques afro-américaines, en particulier de blues et de rhythm and blues, avec de la country. Le rock s'est également inspiré d'un certain nombre d'autres genres comme le jazz et le bluegrass avec des apports non négligeables de musiques européennes. Depuis, le rock a beaucoup évolué et est devenu un genre de musique très varié, omniprésent jusqu'à la fin du siècle.
À la fin des années 1950, le rock 'n' roll perd de sa popularité et de sa vitalité, ostracisé par une grande partie des médias ; un autodafé des 45 tours d'Elvis est même organisé par un animateur sur une radio américaine. Il en sera de même, plus tard, à l'encontre des disques des Beatles. En France, Lucien Morisse, alors responsable de la programmation musicale d'Europe n° 1 et animateur de l'émission Le Discobole, casse en direct un disque de Johnny Hallyday ; à la même période, le chanteur se voit interdire de se produire dans plusieurs villes... Les Kinks furent interdits de séjour aux États-Unis durant plusieurs années, etc.
Certains grands noms de l'époque disparaissent accidentellement, comme Buddy Holly et Eddie Cochran. En 1958, Elvis Presley part au service militaire en Allemagne, et délaisse la scène pour participer à une trentaine de films à Hollywood. Il ne revient triomphalement sur le devant de la scène (télévision) qu'en 1968, tandis que Pat Boone a pris sa place dans les charts.
Alors qu'il marque le pas aux États-Unis, le rock conquiert l'Europe de l'Ouest, permettant l'expression de la révolte des jeunes (les "teenagers" étant devenus durant les Trente Glorieuses une couche sociale à part entière, auto-émancipée en l'absence de guerre), des Britanniques en premier lieu. En Angleterre, le rock connait un important renouveau dans les années 1960, avec l'avènement des Beatles, puis d'une multitude de groupes dont les Rolling Stones, les Kinks, les Who, les Animals, les Moody Blues etc.
A l'inverse, cette musique a été, pendant de nombreuses années, proscrite dans les pays de l'Est, ne circulant que sous le manteau : par exemple l'album Sgt. Pepper's Lonely Hearts Club Band, pierre angulaire du genre, était diffusé clandestinement en étant gravé sur des radiographies médicales, ...) 
Alors qu'au milieu des années 1960, le seul groupe américain à pouvoir rivaliser avec la British Invasion se trouve être les Beach Boys, le rock américain reprend des couleurs à la fin de la décennie grâce à l'émergence de l'ère psychédélique, avec des groupes majeurs issus des États-Unis, notamment les Doors et The Jimi Hendrix Experience.
La fin des années 1960 et les années 1970 voient la naissance des courants les plus importants du rock, en particulier le hard rock (Led Zeppelin, Deep Purple, Aerosmith...), le rock progressif (Pink Floyd, Yes, Genesis...), le heavy metal (Black Sabbath, Judas Priest...), le  glam rock (David Bowie, T-Rex...) et le punk rock (Sex Pistols, The Clash, Ramones...).
Alors qu'il dominait le rock des années 1970, le rock progressif est heurté par la vague punk de la fin de la décennie et entame un déclin qui se poursuit dans les années 1980. À la même période, le heavy metal se diversifie (Iron Maiden, Metallica...) tandis que le hard rock (Scorpions, Guns N'Roses) et le pop rock (U2, The Police...) se maintiennent. Au Royaume-Uni, les années 1980 sont marquées par l'émergence du post-punk (The Cure, Siouxsie and the Banshees...) et de la new wave et par l'usage de plus en plus prononcé des synthétiseurs.
Les années 1990 sont, quant à elles, marquées par l'explosion, au début de la décennie, du grunge de Seattle, en particulier grâce à la notoriété de Nirvana, puis de la britpop (Oasis, Blur...). Grâce à la popularité de ces nouveaux courants, le rock alternatif, jusqu'alors cantonné aux initiés et aux radios universitaires, va petit à petit s'imposer, jusqu'à dominer la musique rock. A la même période, de nombreuses fusions de genres émergent (rap rock, nu metal, rock électronique...) tandis que le début des années 2000 voit des tentatives de revisiter l'histoire du rock, à travers notamment le revival du garage rock avec (The White Stripes, The Strokes, The Libertines...) et avec le post-punk.
Longtemps genre dominant, ces dernières années ont vu un lent déclin de la popularité du rock, le rap le dépassant, par exemple, en tant que genre le plus populaire aux États-Unis.
Depuis que le rock existe et a fortiori depuis qu'il est devenu une des expressions musicales majeures, il a inévitablement été l'objet de récupération idéologique, d'une part, et de domestication à des fins mercantiles, d'autre part (majors, publicité). Ce déni culturel récurrent est plutôt démobilisant ; néanmoins on peut constater que certaines figures emblématiques du rock continuent de « monter au créneau » pour défendre avec sincérité l'esprit rebelle qui a prévalu à leur choix artistique (Neil Young ou Bruce Springsteen pour citer les plus connus...).

## Les origines du rock

### Origines musicales

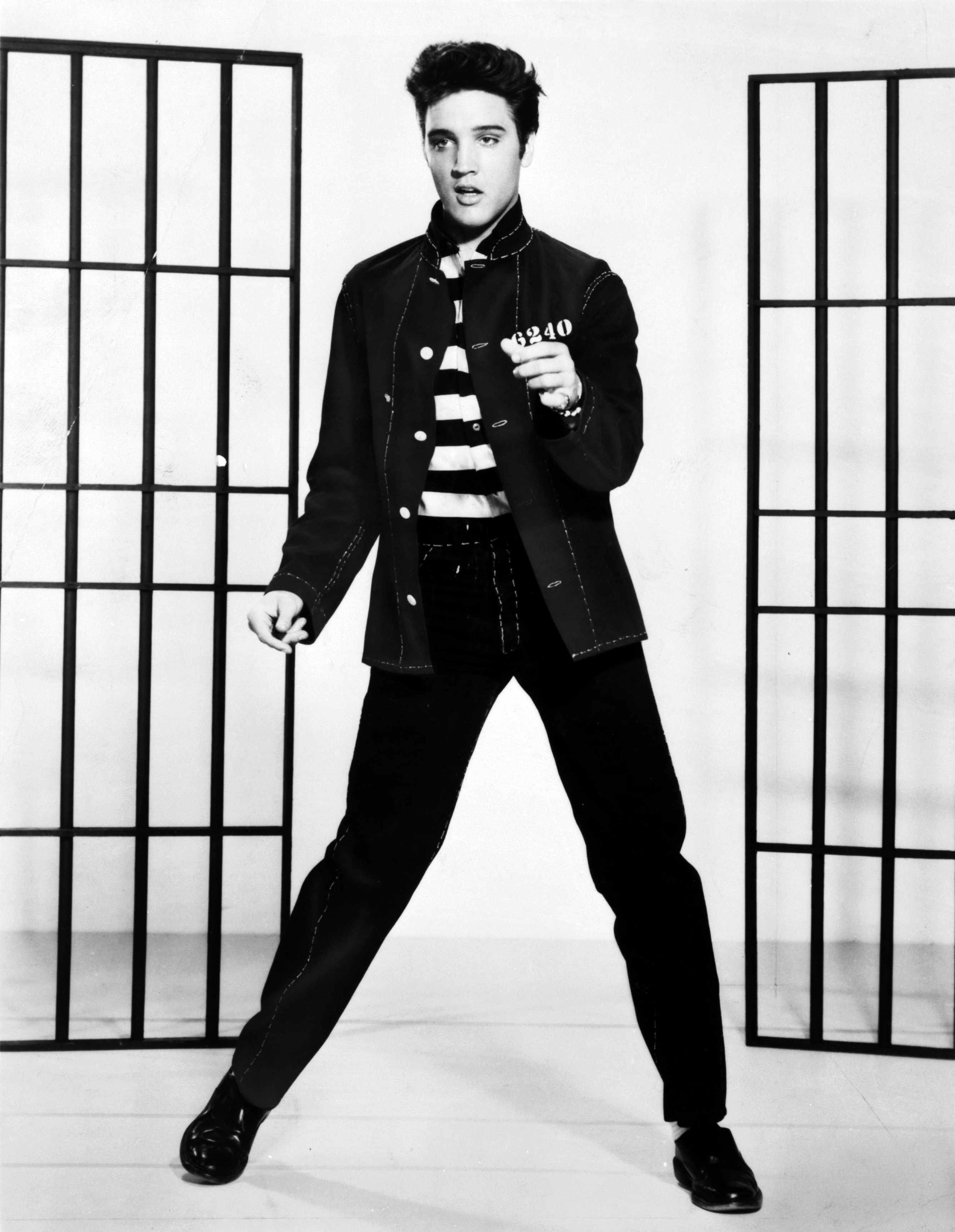
Elvis dans Jailhouse Rock

Les origines premières du rock sont à chercher dans de nombreuses musiques populaires du début du XXe siècle aux États-Unis. Toutes étaient alors marquées par l'importante ségrégation raciale : le jazz, le boogie-woogie, le rhythm and blues, le blues étaient joués par des artistes noirs pour un public noir tandis que la country et le folk étaient joués par des artistes blancs pour un public blanc. Le rock 'n' roll réalise en fait la fusion de ces genres et contribuera à faire tomber les barrières raciales.
Le rock emprunte les instruments du jazz (guitare, contrebasse, batterie, saxophone…), les douze mesures et la suite d'accords « I-IV-V » du blues, le rythme binaire de la country avec tempo rapide et, sur le plan mélodique, certaines ballades traditionnelles du folk, jouées au tempo d'origine ou accélérées.
Le rock apporte également des innovations d'enregistrement telles que le slap de basse, le « slapback » et la puissance du chant :
- l'utilisation agressive de la contrebasse, jouée en frappant les cordes, permet d'ajouter des effets de percussion dans la section rythmique. Cet effet est présent dans That's all right mama d'Elvis Presley : on croit y entendre des sons de percussions, que l'on pourrait attribuer à une batterie. On sait aujourd'hui que Bill Black « donnait des claques » aux cordes de sa contrebasse.
- à cette époque, un écho court est utilisé sur les voix et les guitares. Le principe consistait à mixer, avec un magnétophone à bande, le son direct avec son retour monitor. De plus, le décalage de quelques centimètres entre la tête d'enregistrement et celle de lecture induisait quelques dixièmes de secondes de retard. L'écho à bande était né. Sam Philips des studios Sun en était un des précurseurs. Des pédales d'effets électroniques pour guitare reproduisent aujourd'hui cet écho court qui permet d'obtenir un son rockabilly.
- Les chanteurs ont un chant puissant, en dehors de toute technique classique de chant, loin des chanteurs de jazz. Little Richard en est un exemple.

### Origines géographiques et sociales

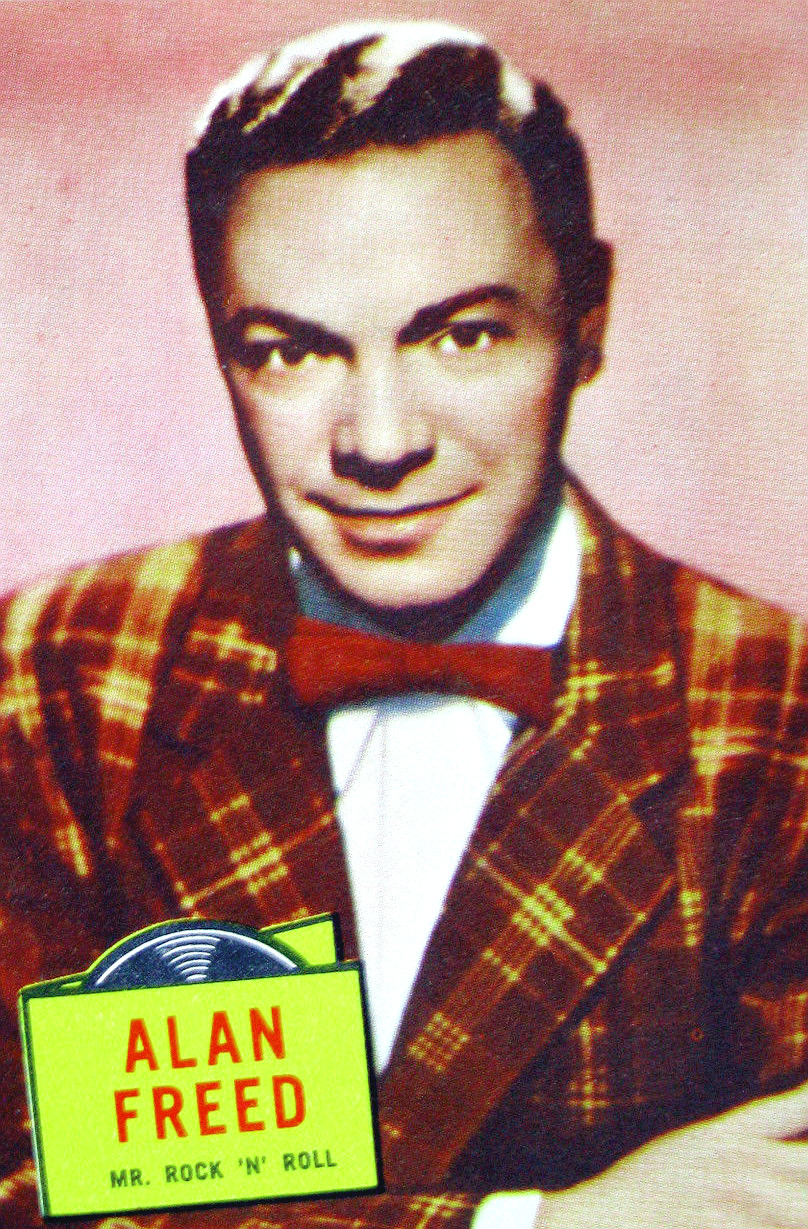
Le disc jockey Alan Freed est le premier à utiliser l'expression « rock 'n' roll » pour désigner la nouvelle musique qui se développe.

Le rock 'n' roll est une musique noire venue essentiellement du sud des États-Unis, même si au nord, la contribution de la maison de disques Chess de Chicago est notable. Le nombre de musiques et la place qu'elles occupent dans le quotidien des américains des États du Sud expliquent certainement cette origine géographique.
Le sud des États-Unis n'est pas une région riche à l'époque. Nombre de descendants d'esclaves y chantent encore le blues dans la misère et la plupart des musiciens, blancs compris, y sont d'ascendance modeste : Elvis Presley, par exemple, est chauffeur de camion.
Contrairement aux pratiques musicales de l'époque, les musiciens de rock seront indifférenciés quant à leur couleur de peau. En effet, jusqu'à ce qu'Alan Freed fasse connaître au grand public (blanc) la musique noire nommée R'n'B, chacun avait tendance à écouter le style de musique lié à son "appartenance ethnique". Le rock fera tomber ces barrières, avec des musiciens blancs (Bill Haley, Elvis Presley, Gene Vincent, Buddy Holly, Jerry Lee Lewis, Carl Perkins, Eddie Cochran), noirs (Fats Domino, Chuck Berry, Bo Diddley, Little Richard, Ike Turner), ou bien métis (Jimi Hendrix).
Le rock doit également son implantation et son rayonnement aux aspirations à plus de considération et de liberté des adolescents de l'après-guerre. Les jeunes des États-Unis ne sont toutefois pas révoltés à cette époque, mais la Deuxième Guerre mondiale n'a pas ravagé leur pays, où seul Pearl Harbor, situé au milieu du Pacifique, a connu des bombardements, et ils éprouvent le besoin de passer à « autre chose » alors que la guerre froide s'installe dans le paysage. Par ailleurs, la démocratisation de l'enseignement, l'allongement des années d'études et la hausse générale du pouvoir d'achat créent à la fois un nouvel espace sociologique et symbolique (la jeunesse) et de nouvelles aspirations pour les teenagers.
Bill Haley a déjà 30 ans lorsqu’il sort Crazy Man Crazy avec ses Comets en 1953. Elvis Presley est chauffeur de camion lorsqu'il enregistre pour sa mère son premier disque. Jerry Lee Lewis est déjà marié à 20 ans. Les paroles des premières chansons ne prônent rien d'autre que l'amusement, la joie de vivre, la dépense insouciante de sa paie hebdomadaire ou les aventures avec les filles.
Le rock devient cependant l'expression d'une rupture avec la génération précédente d'un point de vue musical, tout comme le bebop au cours des années 1940 avait bousculé les conventions musicales de l'époque. La comparaison s'arrête là car le bebop était surtout un fait de musiciens de jazz (les progressions harmoniques deviennent complexes et l'improvisation du soliste dans ce cadre de multiplications d'accords altérés, une règle absolue), noirs pour la plupart, alors que le rock est plutôt né d'un besoin d'expression de jeunes blancs du Sud.[réf. souhaitée]

### Progrès technologiques

#### Progrès des médias

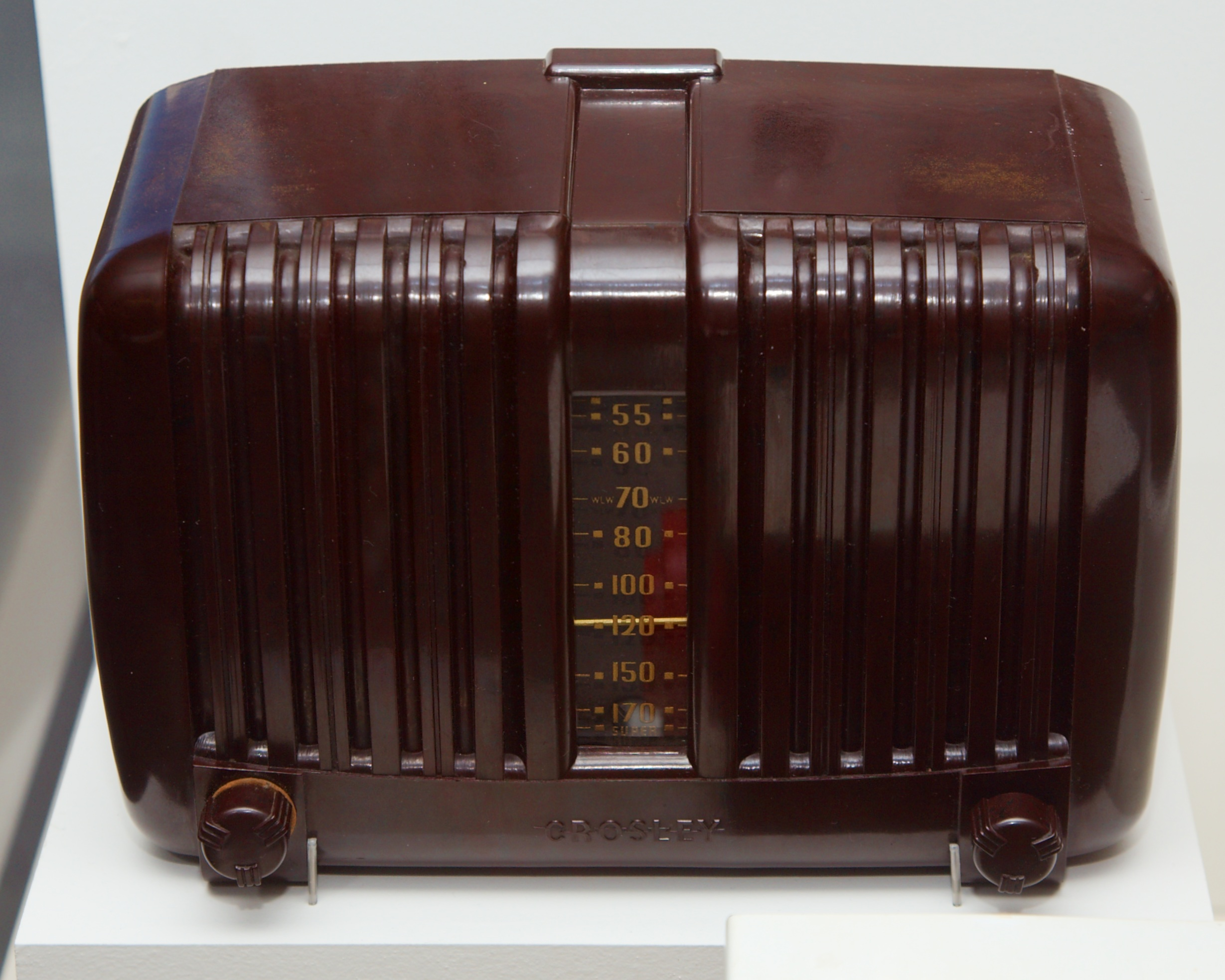
Une radio Crosley Musical Chef de 1952

L'apparition de labels indépendants comme Atlantic, en 1948, ou Chess, en 1949, puis celle du microsillon 45 tours ou single, en 1949, et le succès rencontré, en 1951, par le disc jockey Alan Freed, avec son émission radio Moondog's Rock'n'roll Party, ont facilité l'éclosion du rock'n'roll et sa diffusion de masse. De plus, le développement des récepteurs radio à transistors a permis aux adolescents d'écouter dans leur chambre - en cachette de leurs parents, à cause de la mauvaise réputation de ces musiques rythmées, et/ou de la ségrégation raciale) - les programmes de radio diffusant de la musique jouée par des artistes de couleurs (Latinos, Afro-américains, Jamaïcains, Amérindiens etc.)

#### Progrès desinstrumentsélectriques

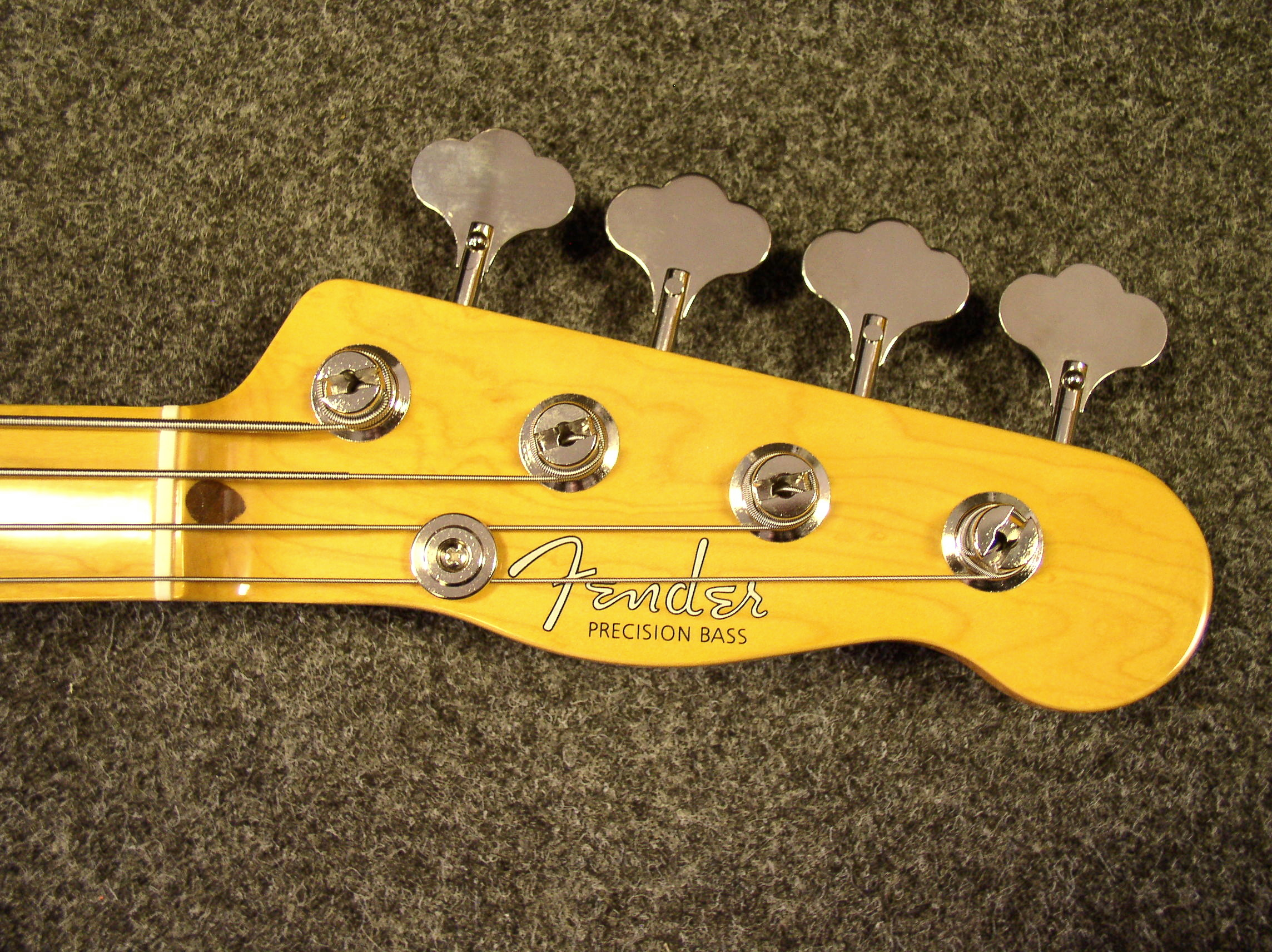
Tête de la Fender Precision de 1951

L'explosion du rock 'n' roll a aussi été facilitée par l'apparition des guitares électriques solid body, c'est-à-dire que le corps de l'instrument est un bloc en bois plein d'un seul tenant, sans caisse de résonance. Une cavité creusée dans le bloc permet de loger un où plusieurs micros magnétiques placés sous les cordes et captant les impulsions électro-magnétiques avec des potentiomètres de réglages, volume et tonalité. L'instrument est relié par un câble à un amplificateur qui assure l'amplification des notes et accords du musicien.
Après de nombreux prototypes et essais depuis 1943, Leo Fender commercialise la première guitare solid body construite en série, la Broadcaster, fin 1950, puis la Telecaster et la Stratocaster en 1954, trois modèles qui rencontrent immédiatement un énorme succès auprès des musiciens. Des guitares électriques légères et peu chères sont alors fabriquées en grandes séries, alors qu'elles étaient jusque-là plutôt haut de gamme. Les guitares « demi-caisse », telles les Gibson ESxx, Gretsch 61xx, Epiphone étaient utilisées par les musiciens de jazz, mais aussi par quelques rockers et musiciens formés à l'ancienne école (Scotty Moore, Eddie Cochran, Cliff Gallup, Chuck Berry).
Parallèlement, la contrebasse va être remplacée progressivement par la basse électrique, également créée par Leo Fender, en 1951. La « Precision Bass » deviendra la basse la plus utilisée dans l'histoire de la musique. Quelques années plus tard viendra la « Jazz Bass », utilisée par des artistes aussi divers que John Paul Jones de Led Zeppelin ou Jaco Pastorius. La contrebasse reviendra à la mode dans les années 1980, lors du revival rockabilly emmené par les Stray Cats de Brian Setzer, puis avec le psychobilly des Meteors ou autres Wampas à leurs débuts.
Son inventivité ne se limitant pas aux guitares solid body, Leo Fender crée et commercialise dès 1946 de petits amplificateurs très efficaces, surnommés woodies. Ils sont suivis de nombreux autres modèles qui rencontreront le même succès que ses guitares.
Plus tard le son caractéristique dû à un léger écho (principalement sur la voix) dispose d'une réverbération (cf. l'amplificateur Twin Reverb Fender à lampes, utilisé par John Lee Hooker et ses pairs). Puis les guitares s'étoffent d'une saturation plus ou moins légère, réglable sur les amplificateurs ou via des pédaliers multi-effets (d'abord chez les Shadows ou Link Wray, puis chez les groupes de la génération suivante, Kinks, Rolling Stones, Beatles ou The Who étant parmi les premiers groupes à largement promouvoir ce son distordu, surmodulé). Cela contribue à rendre reconnaissable ce style musical dès les premières notes, plus rugueuses et davantage exclamatives (cf. les célèbres riffs d'introduction de Chuck Berry). L'effet Larsen sera également utilisé (surtout après les sixties), plutôt avec parcimonie mais ostensiblement. (Jimi Hendrix ou Neil Young, entre autres virtuoses du feed-back).

## 1951: les premiers enregistrements et la naissance du rock 'n' roll

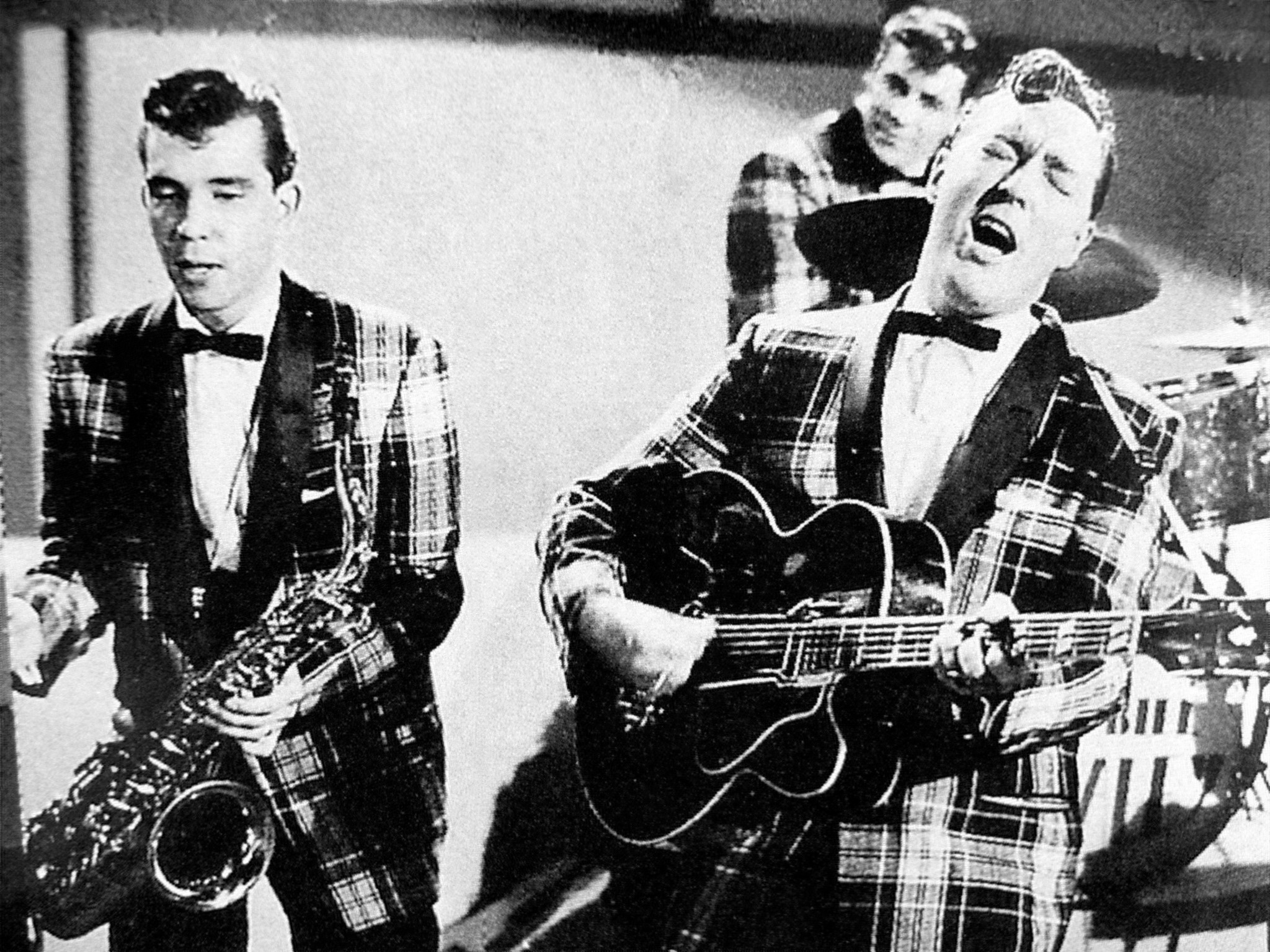
Bill Haley et les Comets durant un show TV en 1955.

Le disque Rocket 88 de Jackie Brenston avec Ike Turner au piano, sorti en avril 1951, est parfois considéré comme la première œuvre de rock 'n' roll de l'histoire. Rocket 88 a été enregistré dans les studios Sun, célèbres pour avoir enregistré au début de l'été 1954 That's All Right Mama, le premier tube d'Elvis Presley.
Dans son livre Héros oubliés du rock'n'roll, le journaliste américain Nick Tosches situe la naissance du rock plus tôt encore, avec des artistes méconnus comme Cecil Gant ou The Treniers.
Crazy Man, Crazy de Bill Haley est toutefois la première chanson rock qui ait bénéficié d'un classement musical (12e place des charts « pop » en 1953). Plusieurs autres chansons annonçant le rock étaient sorties auparavant, sans que les artistes aient conscience de créer quelque chose de nouveau. Ils n'avaient d'ailleurs pas obtenu de reconnaissance commerciale, peut-être parce que leurs chansons étaient cantonnées dans le ghetto musical noir du blues et du rhythm and blues. Ce fut le cas de The Fat Man de Fats Domino, sortie chez Imperial Records en 1949 (numéro 2 dans le Billboard R&B Charts).
Pour désigner la nouvelle musique en train de se développer, Alan Freed serait le premier à utiliser l'expression « rock 'n' roll ». Ce disc jockey a été un acteur important de la diffusion des musiques ciblées dans un créneau "ethnique" vers la culture main-stream des "caucasiens". Sur la radio WJW, en 1951, il anime un programme de soirée qu'il intitule Moondog's Rock And Roll Party. En argot « to rock and roll » signifierait « faire l'amour » mais Alan Freed s'est toujours défendu d'avoir voulu faire un lien entre la musique et ce sens trivial. Dans leur acceptation plus large, ces termes galvanisent l'attitude (R'n'R) qui consiste « à rester debout, et à aller de l'avant » ...

## 1954: l'explosion médiatique
À la fin de l'année 1954, le rock 'n' roll devient un phénomène national aux États-Unis. La télévision, la radio et le cinéma s'emparent du genre pour le diffuser en masse. Certains artistes connaissent une ascension fulgurante et construisent les fondations du rock, dans le style musical mais aussi dans son image.
Les grandes figures de l'époque sont notamment :
- Bill Haley et son Rock Around the Clock, le premier tube de rock 'n' roll ;
- Carl Perkins, auteur de Blue Suede Shoes, repris ensuite par Elvis Presley qui en fit un succès international ;
- Elvis Presley, dit the pelvis (« le bassin » en anglais) ou le king, avec son célèbre rictus et son déhanchement provocateur qui choque une grande partie de l'Amérique lors d'un show télévisé durant lequel il interprète Hound Dog, un titre de blues de Big Mama Thornton ;
- Chuck Berry avec son fameux Duck walk, repris plus tard par Angus Young d'AC/DC et le tube Johnny B. Goode, repris notamment par Judas Priest ou Peter Tosh ; Il est parfois considéré comme l'un des premiers "Guitar hero" avec le bluesman BB King ;
- Bo Diddley et sa Gretsch Bo Diddley rouge de forme rectangulaire et le Diddley beat ;
- Jerry Lee Lewis, dit le killer et auteur du tube Great Balls of Fire, rendu célèbre pour sa capacité à détruire des pianos, parfois par le feu. Il mit le feu à son piano lors d'un concert en première partie de Chuck Berry en lui disant « à ton tour de faire mieux » ;
- Johnny Cash, auteur et compositeur de musique country, tournant avec des rockeurs (ex : Bob Dylan) notamment à l'intérieur de prisons, et interprète de tendres chansons devenues très populaires I Walk the Line ;
- Eddie Cochran et son Summertime Blues, repris, entre autres, par les Who et Blue Cheer ;
- Little Richard et son Womp-bomp-a-loom-op-a-womp-bam-boom !, onomatopée avec lesquelles il débute la chanson Tutti Frutti ;
- Buddy Holly avec son look de « premier de la classe », premier utilisateur de la guitare Fender stratocaster et populaire notamment grâce à sa chanson Peggy Sue ;
- Gene Vincent avec son cuir noir et le tube Be Bop a Lula ;
- Ritchie Valens, interprète de La Bamba, repris par Los Lobos dans les années 1980 ;

Hollywood commence à s'intéresser au mouvement. Quelques films feront date : Graine de violence (Blackboard Jungle) de Richard Brooks en 1955 ; Don't Knock the Rock, The Big Beat, Jailhouse Rock (1957) et Bagarres au King Créole (King Creole, 1958), ces deux derniers avec Elvis Presley.

Graine de violence popularise la chanson Rock around the clock de Bill Haley, qui servira elle-même de base au film du même nom en 1956. Cette même année sort La Blonde et moi, qui rassemble plusieurs personnalités emblématiques  du rockabilly et du rock 'n' roll des années 1950 tels que, notamment : The Platters, Gene Vincent and His Blue Caps, Little Richard, Nino Tempo, Fats Domino, The Treniers, Ray Anthony and his Orchestra...
Par ailleurs, deux films des années 1950 extérieurs au mouvement rock 'n' roll participent à l'émergence de la « rock 'n' roll attitude ». Il s'agit de :
- L'Équipée sauvage (The Wild One) de László Benedek, avec Marlon Brando (décembre 1953) ;
- La Fureur de vivre (Rebel Without a Cause) de Nicholas Ray, avec James Dean et Natalie Wood (1955) ;

## 1958: le rock devient une industrie mondiale

### La récupération commerciale
Elvis Presley fut véritablement le déclencheur de l'industrie du rock-and-roll, d'abord à travers le merchandising dès 1956, puis dans la publicité et enfin au cinéma. Il deviendra le premier vrai produit commercial du rock-and-roll, jusque dans les années 1960 lorsque son image de rocker sera adoucie. Ce n'est qu'avec les Beatles au début des années 1960 que l'industrie du rock-and-roll se consacrera à d'autres stars et à des groupes comme les Rolling Stones, les Doors ou les Beach Boys.
Vers la fin des années 1950, les grands pionniers américains mettent un terme à leur carrière musicale, de leur plein gré ou non. L'establishment américain commence à s'inquiéter de la fièvre qui contamine la jeunesse. Frank Sinatra qualifie le rock  d'« aphrodisiaque dégoûtant. »[réf. souhaitée] Le président du comité des citoyens blancs de l'Alabama déclare : « On ne peut pas continuer à tolérer que notre jeunesse soit contaminée par la musique des nègres, qui les ramènent à l'état d'animal. »[réf. souhaitée] Le sénateur McCarty prétend que « les DJ des stations de radio passant cette musique touchent des pots-de-vin des communistes. »[réf. souhaitée]
Little Richard abandonne le rock 'n' roll fin 1957 et devient pasteur en 1959, ce qui compromet durablement sa carrière. Fin mars 1958, Elvis Presley part pour deux ans faire son service militaire en Allemagne. Alan Freed et Dick Clark, victimes de la chasse aux sorcières, sont obligés de cesser leurs émissions. Alan Freed est sommé de diffuser de la « bonne musique », des chansons de Frank Sinatra, pendant 66 heures. Jerry Lee Lewis se marie, pour la troisième fois, avec sa cousine de 13 ans, ce qui provoque un scandale au Royaume-Uni en 1958 et met un frein à sa carrière pour de nombreuses années. Chuck Berry se retrouve en prison, fin octobre 1961, pour détournement de mineure. Eddie Cochran, en avril 1960, Buddy Holly et Ritchie Valens, tous les deux le même jour en février 1959, décèdent dans des accidents de transport. Carl Perkins, en 1956, et Gene Vincent, en avril 1960, se blessent gravement dans des accidents de voiture : Perkins restera trop longtemps hospitalisé pour tirer profit de son succès Blue Suede Shoes et la hanche cassée de Vincent se cumulera au handicap de sa jambe gauche. À 34 ans en 1959, Bill Haley voit son succès s'effondrer. Des chanteurs édulcorés, comme Pat Boone et Paul Anka, sont imposés par les bien-pensants pour casser l'image scandaleuse du rock[réf. souhaitée].
En 1956, le colonel Parker rachète le poulain de Sun Records et devient le nouveau manager d'Elvis Presley. Il l'aseptise alors et lui donne un nouveau visage acceptable par le plus grand nombre. Il lui fait arrêter la scène au retour de son service militaire en Allemagne et lui fait signer un contrat de dix ans avec le cinéma d'Hollywood, pour une trentaine de films. Pour John Lennon, « Elvis est mort en 1958, le jour où il a commencé son service militaire »[réf. souhaitée].
Au cinéma, la fin des années 1950 est marquée par la sortie de Mister Rock and Roll (en) (1957) et Go, Johnny, Go! (1958).
Ed Sullivan, le présentateur de télévision respectable des années 1950-1960 dont les émissions sont vues par plus de 50 millions d'américains, invente le cadrage « above the waist », au-dessus de la ceinture.

### La récupération sociale
Alors que les pionniers connaissent des difficultés personnelles, le mouvement rock est récupéré par les médias et devient présentable à la télévision. Les artistes sont contraints de porter des costumes et des cravates. Ils doivent adopter une attitude acceptable par l'américain moyen. Elvis doit ainsi chanter Hound dog en costume avec un chien dans les bras lors de son second passage chez Ed Sullivan.
Mais le rock est aussi récupéré par tous les révoltés de l'époque, qui institutionnalisent progressivement les codes vestimentaires des rockers : perfecto, cheveux gominés, blue-jeans, santiags, etc.
Elvis Presley est la première rock star à rouler en Rolls Royce et à vivre bourgeoisement.
Les artistes noirs sont définitivement oubliés, même si les plus fameux ont encore alors un certain public et une aura certaine. Chuck Berry sera ainsi une source d'inspiration pour les rockers britanniques de la décennie suivante, en particulier pour Keith Richards qui organisera une tournée, donnant un long-métrage, en sa compagnie. Certains se tournent vers le rhythm and blues, d'autres changent de métier.

### La propagation du rock en Europe

#### La naissance du rock britannique
Le rock n'est pas contestataire dès le début. Il n'est pas utilisé dans ce sens par les artistes. La véritable contestation vient des jeunes britanniques, qui ne veulent jouer que de la musique "afro-américaine" (pour le beat, et non pour leurs propres revendications sociales, ne sachant d'ailleurs pas la couleur de peau de la totalité des artistes qui les inspirent ; comme le dira Keith Richards, « On ne savait pas si Chuck Berry était noir ou blanc avant de voir la pochette des disques. »[réf. souhaitée]).
L'attitude des jeunes rockers britanniques sera ancrée dans le refus de leur société vieillissante et dans l'expression de leurs réelles difficultés économiques dues aux ravages des bombardements nazis et des efforts de guerre considérables.
Certains artistes utiliseront leur notoriété grandissante à des fins politiques, pour faire passer des messages : arrêt de la guerre du Viêt Nam, refus du capitalisme, changement de société…
Le rock va se propager en Europe à la fois pour des raisons sociales, historiques et musicales :
- durant la Seconde Guerre mondiale, l'Europe a été mise à feu et à sang. Londres est en partie détruite, la quasi-totalité des grandes villes allemandes également ainsi que tout le Nord et l'Est de la France. Malgré les efforts de reconstruction, la misère est là. Les stigmates sont importants, l'envie d'effacer toute cette horreur l'est encore plus et fera des enfants du baby boom de 1945 une jeunesse de révoltés.
- à la suite de la guerre, les militaires alliés et en particulier américains s'installent en masse en Allemagne pour de nombreuses années. Ils viennent avec leur mode de vie et leur musique. Dans les années 1950, il s'agit du rock 'n' roll.
- les liens privilégiés du Royaume-Uni avec les États-Unis ont également joué un rôle important. La langue, les racines familiales, la coopération durant la Seconde Guerre mondiale font que le Royaume-Uni connaîtra très tôt le rock 'n' roll. Les jeunes qui le peuvent commandent des disques aux États-Unis et les artistes américains entreprennent des tournées : le rock 'n' roll se répand très rapidement.
- le skiffle est populaire à la fin des années 1950 mais ne contente plus les jeunes au début des années 1960. Le jazz occupe une bonne place dans la musique de l'époque ; le milieu musical est toutefois très conservateur et les musiciens de jazz sont méprisants à l'égard des jeunes.

#### L'arrivée du rock en France

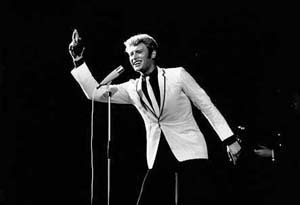
Johnny Hallyday en concert en 1965.

Plusieurs des premiers exemples de rock 'n' roll Français sont des parodies du genre par Boris Vian, détestant profondément le rock[réf. nécessaire], et Henri Salvador, sous le pseudonyme Henry Cording. On peut également citer la chanson J'aime pas le rock de Jean Yanne, sortie en 1962.
Si vers le milieu des années 1950, le rock connaît quelques pionniers tels que Jacques Hélian ou Mac Kac (1956, les deux), puis Danyel Gérard et Claude Piron (en 1958), c'est Johnny Hallyday qui le premier popularise ce genre musical en France. Son premier super 45 tours sort en mars 1960 et passe de 30 000 exemplaires vendus à 100 000 en quelques jours, après son premier passage à la télévision un mois plus tard. La presse est dans sa quasi totalité hostile au rock et à cette jeune vedette dont le jeu de scène fait sensation autant que scandale.
Les Chaussettes noires, premier groupe de rock français, avec Eddy Mitchell au chant, débute en janvier 1961. Quelques semaines plus tard, en février, le groupe partage l'affiche du premier festival international de rock au palais des sports de Paris. Johnny Hallyday s'y produit en vedette. Cet événement lance véritablement le rock dans l'Hexagone.
L'année 1961 est également marquée par les débuts du groupe Les Chats sauvages avec Dick Rivers au chant et de Dany Logan et Les Pirates. De nombreux autres suivront, dont Vic Laurens et Les Vautours, Long Chris et Les Daltons, Mike Shannon, etc.
On voit bientôt apparaitre le mouvement dit « yéyé », utilisant le rock, ou s'en inspirant fortement, mais également le twist et/ou le madison.

### Les évolutions techniques
La fin des années 1950 est marquée par une évolution du matériel, avec notamment les amplificateurs Vox AC30 et Marshall JTM45, puis JCM800, et Fender Bassman, Twin Reverb. De nouvelles guitares et basses font aussi leur apparition :
- la Gibson Les Paul, qui présente les avantages du micro double bobinage ;
- la Fender Stratocaster, un instrument léger avec une grande palette de sons ;
- la Fender Telecaster, instrument utilisé par de nombreux guitaristes rock.

Ces marques d'instruments et d'amplis seront la base de tout le reste du matériel, à quelques exceptions près.
Par ailleurs, la cassette audio fait son apparition en 1963. La cassette de Philips favorise la diffusion en masse de la musique et du rock en particulier. Plus d'une décennie après sa naissance, en permettant la miniaturisation des enregistreurs 4 pistes portables, elle favorise l'émergence d'artistes tels que Bruce Springsteen qui enregistre les bases de son album Nebraska seul sur un Tascam PortaStudio.
On peut également citer le transistor pour la diffusion d'émissions et de musique rock.

## Les années 1960

### 1961-1965: le renouveau du rock

#### Aux États-Unis
Les années 1960 et 1961 sont marquées par l'arrivée du Twist, popularisé par Chubby Checker avec les titres The Twist (1960) et Twist Again (1961).

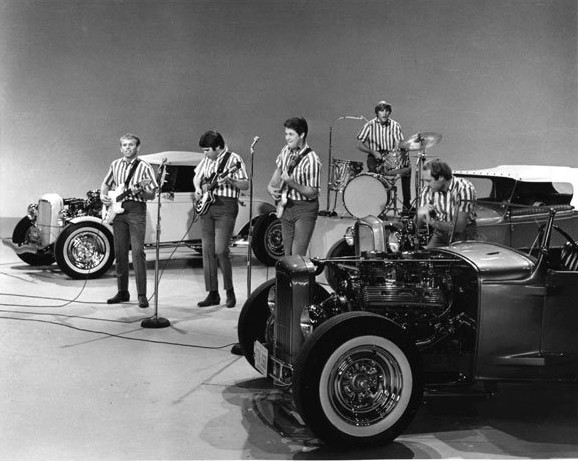
Les Beach Boys interprétant I Get Around au Ed Sullivan Show.

Le rock 'n' roll américain connaît un renouveau avec quelques artistes comme les Beach Boys, incarnant la surf music ou Bob Dylan, incarnant le folk avec notamment Joan Baez et Simon & Garfunkel puis le  folk rock, aussi représenté par The Byrds et Buffalo Springfield.
Les Beach Boys forment un groupe dont l'image est fondée sur la légèreté et leurs origines californiennes. Ils sont dotés d'une grande richesse en harmonies vocales, qualité qu'ils sauront développer et rendre de plus en plus complexe et adulte à la faveur de l'épanouissement artistique de leur leader, Brian Wilson, jusqu'au sommet inachevé de Smile, jumeau concurrent mort-né du Sergent Pepper's Lonely Hearts Club Band des Beatles en 1967.
En 1963, Bob Dylan publie « Blowin' in the Wind » sur son 2e album The Freewheelin' Bob Dylan et invente le protest song moderne. En 1965, sur son album Highway 61 Revisited paraît « Like a Rolling Stone », un hit de plus de six minutes que Jimi Hendrix reprendra quelques mois plus tard.
Le rock instrumental nait aux États-Unis à la fin des années 1950 avec des guitaristes comme Duane Eddy, Link Wray et Chuck Berry. Au début des années 1960, on voit apparaitre des groupes tels que The Ventures, The Shadows (Royaume-Uni), Booker T. and the M.G.'s et des artistes comme Dick Dale. On voit aussi apparaitre le garage rock notamment avec The Trashmen, The Kingsmen ou The Sonics.

#### Au Royaume-Uni
On voit apparaitre au début des années 1960, les premiers groupes de la British Invasion comprenant The Beatles dans un style pop et pop rock, The Animals dans un style folk rock, The Kinks dans un style pop et garage rock, The Rolling Stones dans un blues rock, The Yardbirds dans un style blues rock puis pop rock et The Who dans un style garage rock et "maximum R&B" d'après le groupe. Les groupes adoptant un style blues font partie de la mouvance du British Blues Boom dont fait partie John Mayall dans un style très blues n'utilisant que très peu le rock.
Les Kinks importent le garage rock dans le pays avec You Really Got Me et All Day and All of the Night en 1964. Suivrons les Who en 1965 avec I Can't Explain et My Generation, hymne de la jeunesse de l'époque. Les Animals inventent le folk rock en 1964 avec leur adaptation de la chanson traditionnelle de folk The House of the Rising Sun. Les Rolling Stones et les Yardbirds ont un style très marqué par le blues américain, jusqu'à ce que ces derniers décident de se lancer dans un style plus marqué par la pop, ce qui vaudra le départ de leur guitariste Eric Clapton qui sera remplacé par Jeff Beck. Les Beatles sont dans un style pop dès 1962 avec Love Me Do. Suivront les Kinks et d'autres groupes de la British Invasion. C'est aussi le début d'un fort succès pour les Beatles, qu'on appellera la Beatlemania.

### 1966-68: un tournant

#### Royaume-Uni

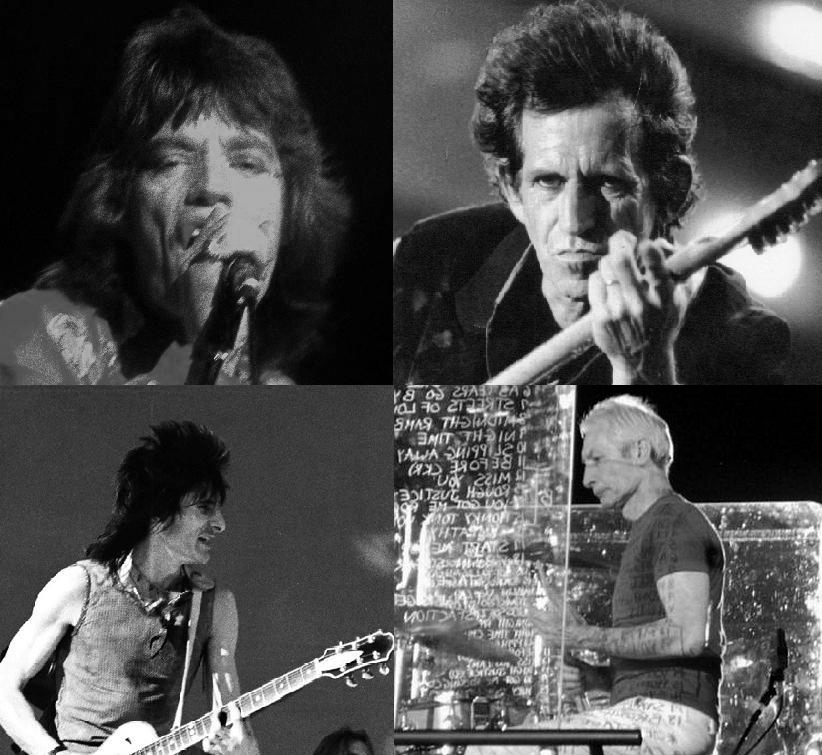
les Rolling Stones

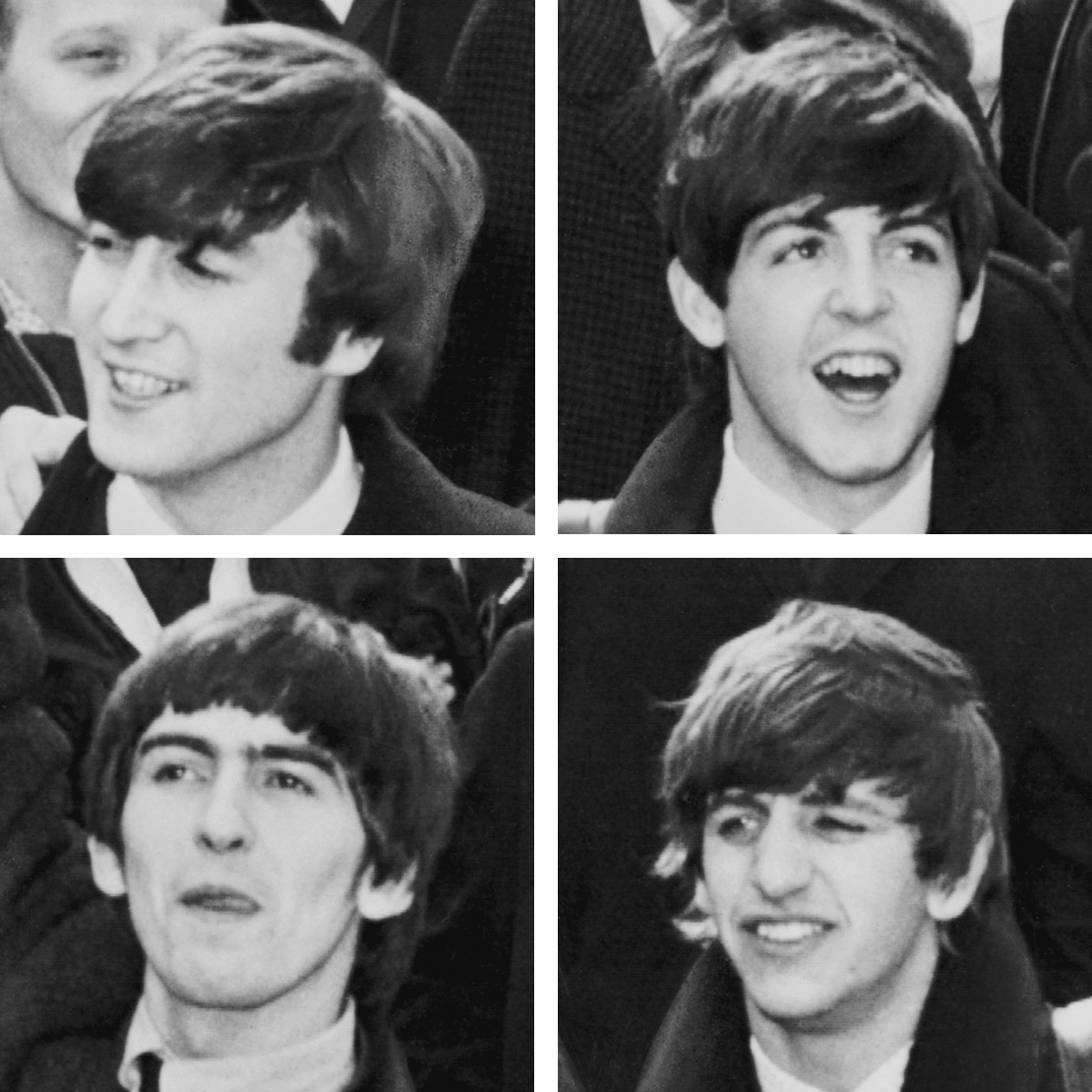
les Beatles

Le Blues boom de 1963 donne naissance à un power blues, plus musclé, s'éloignant des racines afro-américaines pour se forger une identité propre. Les futurs maîtres du genre reprennent les classiques du blues pour créer ce style nouveau. Du papy américain solitaire (Johnny Cash, ou Muddy Waters, etc.), on passe à un groupe de très jeunes britanniques, tout aussi déterminés à hurler leur mal de vivre. Parmi les fondateurs, on peut citer Jeff Beck et Rod Stewart avec You Shook Me, Led Zeppelin avec I Can't Quit You Babe et How Many More Times, Jimi Hendrix avec Red House, Hear My Train Coming et Voodoo Chile, Cream avec Crossroad et Spoonful ou Alvin Lee avec son Ten Years After qui chante I Woke Up This Morning.
Il y a des nouveaux groupes de la British Invasion qui ont du succès : The Moody Blues (Nights in White Satin), Procol Harum (A Whiter Shade of Pale), Cream (Sunshine of Your Love) pour ne citer qu'eux. Viennent ensuite Pink Floyd (Arnold Layne), Deep Purple (Hush) et Status Quo (Pictures of Matchstick Men).
Le rock au sens strict est marqué par les Rolling Stones avec Jumping Jack Flash, les Faces, Free avec All Right Now, les Who avec My Generation. Le Times choque le Royaume-Uni conservateur avec un éditorial demandant la relaxe de Mick Jagger et Keith Richards, accusés d'avoir possédé quelques pilules d'amphétamines pourtant légales et d'avoir permis la consommation de marijuana chez eux.
Le rock progressif nait avec des groupes et artistes tels que King Crimson ou Yes. Au lieu de concentrer les efforts dans l'écriture de textes contestataires, une attention particulière est accordée au jeu instrumental. Les morceaux rocks purement instrumentaux se popularisent durant cette période et les compositeurs commencent à mettre les strictes structures de l'écriture musicale de côté pour se laisser aller à des dérives instrumentales surprenantes. Le son du rock progressif est largement influencé par le jazz, avec par exemple l'utilisation du saxophone. Le mouvement s'est par la suite beaucoup développé et a vu naître un style parallèle qualifié de psychédélique.
Le courant psychédélique se manifeste à travers les Beatles (Sgt. Pepper's Lonely Hearts Club Band), Pink Floyd (The Piper at the Gates of Dawn) ou les Rolling Stones (Their Satanic Majesties Request).
Dans la scène underground de Londres, le groupe Pink Floyd gagne ses lettres de noblesse de 1965 à 1967 avec Syd Barrett. À l'instar de la Factory d'Andy Warhol à New York, une véritable micro-société avant-gardiste se met en place. Des concerts mélangeant sons et lumières s'y organisent et les drogues hallucinogènes y circulent librement.
Le 25 juin 1967, les Beatles chantent All You Need Is Love à la télévision en direct dans 26 pays. Il s'agit de la première émission télévisée en mondovision. La BBC a demandé au groupe anglais d'écrire un titre pour cette première diffusion. John Lennon signe ainsi une de ses premières manifestations politico-sociales.
Le hard rock en est alors à ses prémices avec les Beatles (Helter Skelter en 1968), Ten Years After (I'm Going Home, interprété au festival de Woodstock en 1969) et Led Zeppelin (Communication Breakdown et Whole Lotta Love en 1969).

#### États-Unis
La fin des années 1960 est marquée aux États-Unis par l'apparition de nouveaux groupes et artistes très variés. En Californie, Grateful Dead, Jefferson Airplane, Janis Joplin ou The Doors s'inscrivent dans la mouvance hippie, du flower power. Ils évoquent ou revendiquent souvent l'utilisation de substances psychotropes (LSD, PCP, marijuana). Le guitariste et compositeur inclassable Frank Zappa sort son premier album avec les Mothers of Invention en 1966. Creedence Clearwater Revival s'inscrit quant à lui dans un style inspiré du blues et de la country.
Apparait la pop psychédélique, représentée par The Turtles et le folk psychédélique, représenté par Donovan.
À New York, le Velvet Underground sort le 1er janvier 1967 son premier album (The Velvet Underground and Nico) avec la chanteuse Nico. Le disque est placé sous la houlette de Andy Warhol, qui dessine la banane devenue célèbre de la pochette. Pour le Velvet Underground, Lou Reed et John Cale produisent un rock urbain, éloigné de ceux du Royaume-Uni et de la Californie. Ike and Tina Turner connaissent leurs premiers succès mondiaux.
La fin de la décennie est également marquée par le phénomène de « l'invasion britannique » : les groupes tels que The Beatles, The Rolling Stones, The Who, The Kinks, The Animals, The Small Faces rencontrent un grand succès aux États-Unis et permettent à l'Amérique de redécouvrir une musique née chez elle.
En 1968, le contrat d'exclusivité d'Elvis Presley avec le cinéma d'Hollywood prend fin et il peut à nouveau faire de la scène. Le 3 décembre, il fait son grand retour, vêtu de cuir noir sur une petite scène intimiste entouré de spectateurs, lors d'une émission télévisée : le 68 come back special. Scotty Moore, son premier guitariste, est présent. Même si Elvis reste enfermé dans son style et qu'il ne sort pas des États-Unis, il compte de nombreux fans et donne plus de 600 concerts à Las Vegas.

#### France
Vers le milieu des années 1960, le rock 'n' roll marque le pas et des rock 'n' roller de la première heure, tels Eddy Mitchell et Johnny Hallyday évoluent vers le rhythm and blues et la musique soul. En 1965, Mitchell fait paraitre l'album Du rock 'n' roll au rhythm 'n' blues, tandis qu'Hallyday (la même année), sort l'album Johnny chante Hallyday aux sonorités également très rhythm and blues. De nouvelles vedettes apparaissent, Antoine, Jacques Dutronc, Michel Polnareff, plus influencées par la Pop anglaise que par le son outre Atlantique.

En 1966, Antoine triomphe avec Les Élucubration et veut enfermer Johnny Hallyday dans une cage... La réponse de Johnny Cheveux longs et idées courtes connait un succès égal.
Au-delà de cette rivalité bon enfant, la chanson Les Élucubrations d'Antoine revendique des changements profonds de sociétés et annonce Mai 1968. C'est la fin des teeneagers et de l'insouciance des années yéyés.
En août 1966, Johnny Hallyday est à Londres pour l'enregistrement de son prochain album La Génération perdue. Dans un club, il fait la connaissance de Noel Redding et Jimi Hendrix. Séduit par sa virtuosité à la guitare, il lui propose de venir en France jouer avec lui. C'est ainsi que le 13 octobre à Évreux, le 14 à Nancy, le 15 à Villerupt et (surtout) le 18 à l'Olympia de Paris, Hendrix joue en première partie d'Hallyday. Une plaque commémorative au Novelty de la rue Chartraine à Évreux, évoque le premier concert de la toute première tournée de Jimi Hendrix. Le concert à l'Olympia est organisé à l'occasion d'un Musicorama consacré à Johnny, retransmit sur Europe no 1 ; Cela n'est pas sans conséquence pour Jimi Hendrix qui verra sa prestation enregistrée par les techniciens. Début 1967, Johnny Hallyday enregistre à Londres, sur les conseils d'Hendrix, une adaptation française de Hey Joe ; au cours d'une séance en studio, Jimi Hendrix l'accompagne à la guitare acoustique (cette version est restée inédite jusqu'en 1993).
Alors que les étudiants et les ouvriers se lient en Mai 68 pour crier leur révolte contre la société conservatrice, quelques artistes français connaissent le succès au Royaume-Uni : c'est le cas de Michel Polnareff, Serge Gainsbourg[réf. nécessaire].
Quelques Britanniques sont également populaires en France, comme Vince Taylor ou Mick Jones[réf. nécessaire].
Les Variations est le premier groupe français à tourner aux États-Unis.

### 1969-70: la fin d'une époque
La fin des années 1960 est marquée par des changements importants correspondant à la fin d'une époque. Le rock prend notamment une dimension plus politique. Certains événements tels que la Guerre du Viêt Nam, les famines au Bangladesh, au Sahel et au Biafra incitent les artistes à se mobiliser pour dénoncer les injustices. George Harrison organise notamment le Concert for Bangladesh. Le succès du festival de Woodstock, du 15 au 18 août 1969, est contrebalancé par le déchainement de violence des Hells Angels et l'assassinat d'un spectateur lors d'un concert des Rolling Stones à Altamont en Californie aux États-Unis le 6 décembre 1969. Le film Gimme Shelter retrace ce drame qui marque la fin du mouvement hippies et qui est emblématique des limites du flower power et du rêve américain californien.
Le changement de décennie est également marqué par la mort de certaines idoles telles que Brian Jones (1969), Jimi Hendrix (1970), Janis Joplin (1970) et Jim Morrison (1971). C'est la fin de l'ère psychédélique. Il voit aussi la séparation des Beatles. Le groupe, majeur tant par son succès commercial que par son apport artistique, se sépare en 1970. Les désaccords artistiques et financiers ont raison de son unité. Cette séparation est un traumatisme qui vient s'ajouter aux autres chocs de l'année.
Parallèlement, le matériel poursuit son évolution, avec notamment l'apparition des retours de scènes, la systématisation des sonos et la domination des amplis Marshall 3 Corps.

## Les années 1970

### Mort d'Elvis Presley
- Si vous ne connaissez pas le sujet, laissez ce bandeau (vous pouvez alors contacter les auteurs).
- Si vous supprimez le contenu mis en cause (vous pouvez préalablement contacter les auteurs),

argumentez précisément cette suppression dans la page de discussion
(un manque de référence n'est pas un argument ; une recherche réelle de référence doit avoir été effectuée, être formellement documentée).
En 1973, Elvis Presley apparaît dans un costume blanc étincelant à col napoléonien lors d'un concert historique à Hawaï, Aloha from Hawaii retransmis en direct par satellite dans le monde entier. Même s'il chante encore quelques anciens titres rock 'n' roll comme That's All Right (Mama), Hound Dog ou Jailhouse Rock, la « rock 'n' roll star » excelle également dans des chansons symphoniques toujours plus présentes dans son répertoire (An American Trylogie, Bridge Over Troubled Water, America the Beautiful, Kentucky Rain, My Way, I'll Remember You, It's Now Or Never, Unchained Melody).

Prisonnier de sa légende, il meurt en août 1977, dans sa demeure, d'une arythmie cardiaque causée par un abus de médicaments sur une longue période, à 42 ans seulement.

### L'éclatement des genres
Si le tournant de la nouvelle décennie est difficile à aborder pour de nombreux grands noms des années 1960, quelques groupes parviennent tout de même à maintenir leur popularité au début des années 1970. C'est le cas, entre autres, des Rolling Stones et des Who, qui sortent en 1971 deux grands classiques du rock, respectivement Sticky Fingers et Who's Next. Les Faces connaissent également le succès tandis qu'en 1970, Let It Be, ultime album des Beatles, est un important succès au niveau mondial. L'année 1973 voit la sortie du premier album de Queen, groupe qui marquera le rock des années 1970 et 1980. Dès le début des années 1970, les principaux courants de la famille du rock vont se dégager clairement, notamment le hard rock, le rock progressif, le heavy metal, le glam rock puis le punk rock.
Malgré une nette prédominance britannique, d'autres faits marquants sont à signaler aux États-Unis et en Irlande. En 1975, l'album Born To Run de Bruce Springsteen connaît un succès important. Frank Zappa est à l'apogée de sa carrière. S'inspirant du hard rock naissant, des groupes américains se forment dont Alice Cooper, Aerosmith ou Kiss ; mais aussi le groupe irlandais Thin Lizzy. Alors qu'à la fin des années 1970 le rock est confronté à l'essor des musiques électroniques et à l'explosion du disco, le genre voit aussi le renouveau du rock américain, jusqu'ici dominé par le rock britannique, lui-même secoué par la vague punk qui met fin aux grands groupes anglais (Led Zeppelin, Deep Purple). Dès 1978, date de sortie du 1er album de Van Halen, le jeune Eddie Van Halen donne naissance à une nouvelle école comme avait su le faire Jimi Hendrix une décennie plus tôt. A la fin des années 1970, le rock américain retrouve des couleurs grâce à des groupes comme Foreigner, Van Halen ou Toto.

#### Le hard rock

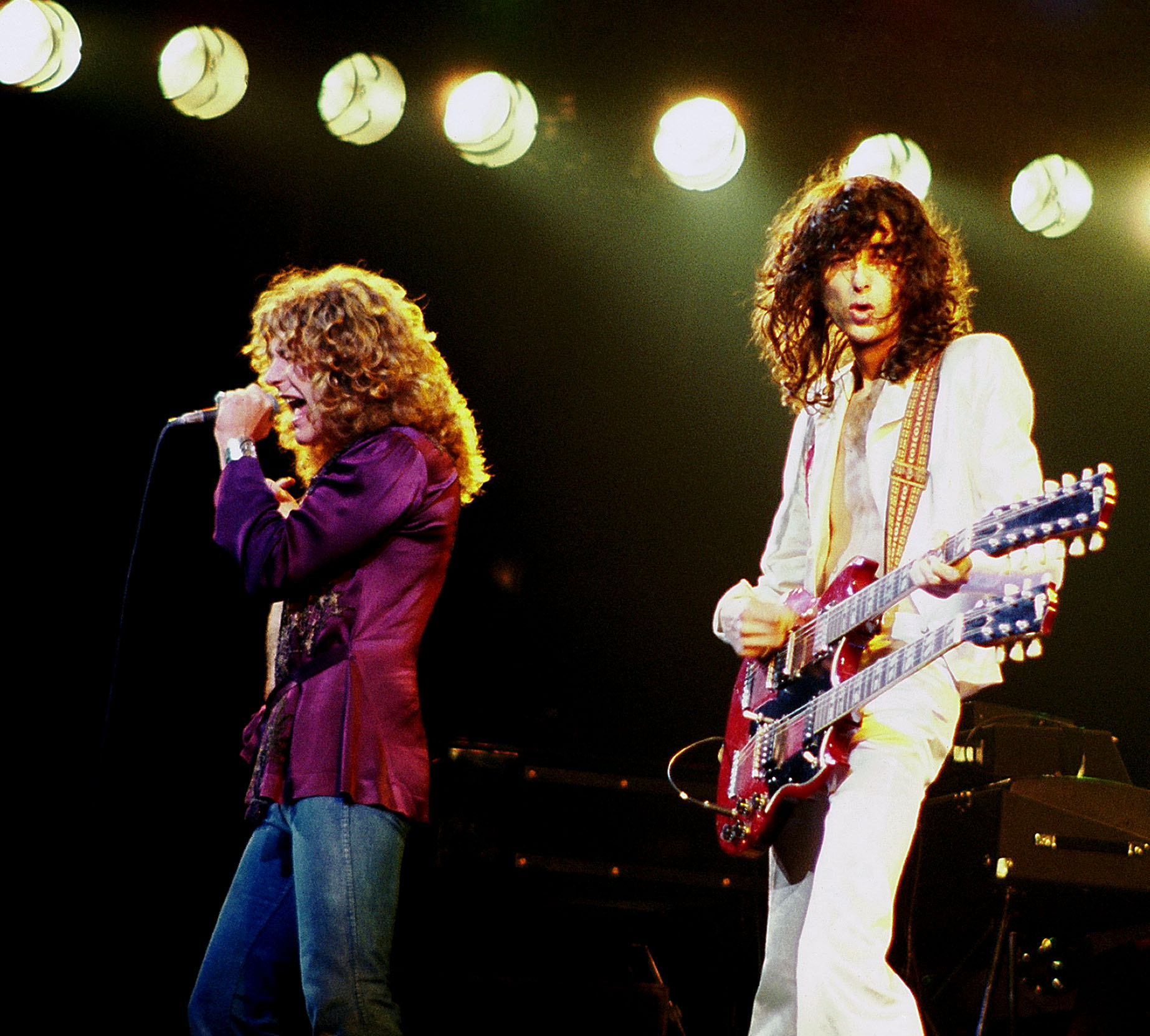
Jimmy Page et Robert Plant de Led Zeppelin en 1977

Les années 1970 voient l'arrivée d'un nouveau sous-genre du rock, le hard rock. Il est l'évolution logique du rock de la décennie précédente et est bien accueilli par le public grâce à un nouveau son, plus dur, lourd et agressif, sans toutefois réfuter ses influences du blues. Ses représentants comprennent dans un premier temps Led Zeppelin, Deep Purple, Uriah Heep, Alice Cooper puis Aerosmith, Kiss, Blue Öyster Cult, Ted Nugent, Thin Lizzy, AC/DC et Scorpions. Led Zeppelin II (octobre 1969), album contenant le tube Whole Lotta Love, est l'un des précurseurs du hard rock.

#### Le heavy metal
Le heavy metal traditionnel nait avec Black Sabbath et leur chanson du même nom issue de l'album éponyme sorti en 1970, dans laquelle ils utilisent l'accord du Triton. La même année, leur deuxième album, Paranoid, parachève de poser les fondements du genre. Suivront des groupes britanniques comme Judas Priest ou Motörhead. Le son du heavy metal se démarque de celui du hard rock car il s'éloigne de ses racines blues et est également souvent plus lourd.

#### Le rock progressif

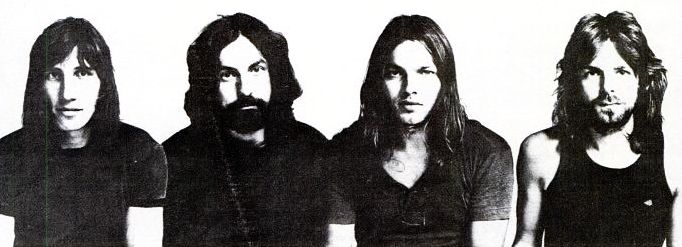
Les membres de Pink Floyd en 1971.

Dans le sillage du rock psychédélique, le rock progressif apparaît avec King Crimson et leur premier album In the Court of the Crimson King en 1969. Ce nouveau genre se caractérise surtout par ses prétentions artistiques (démonstrations, expérimentations, recherches, poésie et textes aboutis, album-concept). Dans un monde où l'on considère souvent le rock comme un divertissement avec des chansons simples d'amourette de trois minutes, le rock progressif cherche quelque chose de plus grand (rock non provocateur mais surtout intelligent). Beaucoup d'artistes progressistes comme Emerson, Lake and Palmer empruntent des éléments à la musique classique ou au jazz. Ils produisent très souvent des morceaux de dix ou quinze minutes, avec alternance de mouvements et de tempos, et ne se limitent pas à des mélodies faciles à danser. Pink Floyd, Genesis ou Yes (les morceaux Roundabout de Yes et Supper's Ready de Genesis étant de parfaits exemples du rock progressif) font partie des groupes les plus importants du rock progressif.
Phénomène majoritairement européen (principalement britannique) au début des années 1970, le rock progressif traverse l'Atlantique au cours de la décennie où il est représenté par des groupes comme Kansas ou Styx aux États-Unis ou Rush au Canada. Le rock progressif des formations américaines tire généralement plus vers le hard rock que celui de leurs homologues britanniques.

#### Le glam rock
Le glam rock est un genre caractérisé par les effets de scène (paillettes, chaussures à semelles compensées énormes, maquillages). Les groupes de glam rock affichent ouvertement une apparence androgyne, voire des références à la culture homosexuelle. Le glam rock connaît son heure de gloire au début des années 1970 avant d'être presque oublié vers 1977 à cause de l'explosion punk. Les chansons sont mélodramatiques (batterie dominante, accords simples répétés). David Bowie, T-Rex ou Gary Glitter s'inscrivent dans ce genre. David Bowie ira toutefois beaucoup plus loin dans la sophistication musicale et théâtrale notamment à travers son personnage d'extraterrestre androgyne, Ziggy Stardust.

#### Le punk rock

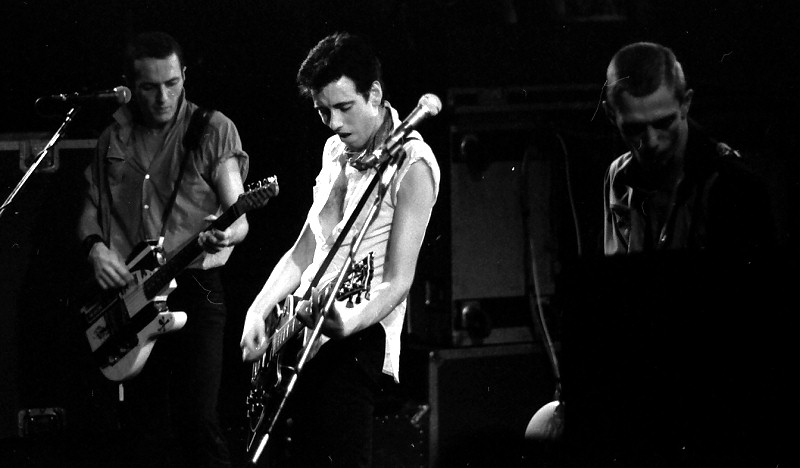
The Clash.

À la fin des années 1970, l'économie britannique est au plus mal. Le Royaume-Uni demande l'aide du FMI en 1976 et le chômage, surtout chez les jeunes, y est élevé. Dans les milieux populaires, on peste contre le parti conservateur, indifférent à leurs problèmes. La jeunesse désabusée se révolte violemment, se perçant les joues avec des épingles à nourrice, s'opposant fortement aux teddies encore virulents et aux hippies aux cheveux longs.
Le hard rock et le rock progressif ne réussissent pas à séduire tous les jeunes de l'époque : avec des morceaux pouvant durer jusqu'à 20 min, une jeunesse impatiente ne tient pas et finit par inventer le punk rock, un nouveau style de rock rapide, puissant, au son souvent sale. Les chansons sont courtes et directes et la musique est irrévérencieuse, spontanée et violente. Les paroles témoignent d'un profond désespoir teinté d'ironie et d'un très fort contenu politico-social. Si le groupe d'Iggy Pop, les Stooges, a énormément influencé les premiers punks, on considère généralement le groupe américain les Ramones comme les fondateurs du genre. D'autres, comme John Lydon, considèrent le Britannique Peter Hammill comme étant le premier artiste de punk, avec son album Nadir's Big Chance publié en février 1975. En 1977, la vague punk déferle sur la Grande-Bretagne, emportant tout sur son passage, elle marque en profondeur l'histoire du rock britannique. Les groupes majeurs du punk britannique naissant sont les Sex Pistols et les Clash. Parmi les autres groupes de punk rock des années 1970, on peut citer The Damned, Buzzcocks, The Saints ou encore Richard Hell and the Voidoids.

#### Les autres sous-genres
Durant la décennie 1970, même les grands jazzmen tels Miles Davis s'essaient au rock. Ce dernier, en sortant l'album In a Silent Way, invente le jazz fusion. Davis, admirateur du guitariste rock Jimi Hendrix, s'est en grande partie inspiré de son travail pour sa période rock. En France, on peut citer Magma qui s'inspire du jazz et du rock progressif pour créer le style zheul.
Le Sud des États-Unis voit au début des années 1970 l'émergence d'un nouveau sous-genre : le rock sudiste. Ce style associe au rock de nombreux éléments issus de la musique américaine notamment du blues, de la country et du rhythm and blues. Le rock sudiste est caractérisé par d'omniprésentes chevauchées de guitares et est interprété par des formations en général assez importantes, où les instruments sont régulièrement doublés, voire triplés (notamment les guitares) permettant ainsi d'augmenter les possibilités harmoniques et les dialogues entre les instruments. Les groupes de rock sudiste affichent bien souvent leur identité culturelle, rurale et issue du Dixie, avec, entre autres, l'usage du drapeau confédéré. Initié par The Allman Brothers Band, le rock sudiste connaît une véritable consécration internationale grâce au succès de Lynyrd Skynyrd.
Autre groupe américain à connaître un succès important dans les années 1970, le trio texan ZZ Top, qui impose son blues rock et son boogie rock sur la scène mondiale, notamment grâce à leur album Tres Hombres. Le Canadien Neil Young marque également la décennie avec, entre autres, avec son album de folk rock Harvest, sorti en 1972, qui devient rapidement un classique du rock.

#### L'influence du reggae
À la fin des années 1970, plusieurs groupes anglais, comme UB40 par exemple, se créent et sont influencés par le reggae. Les groupes The Clash ou The Police, avec son leader Sting, faisant même la synthèse entre le punk et le reggae. À partir de 1979 et au début de la décennie suivante apparaissent des groupes tels Madness ou The Specials, qui remettent au goût du jour le ska et le rocksteady, autre styles de musique jamaïcains.

### Le rock à la fin des années 1970 en France
La fin des années 1970 est marquée par la naissance du groupe Téléphone. Celui-ci est emblématique des années 1977 à 1985 par ses riffs dynamiques et sa rythmique énergique, avec des titres tels que Un autre monde, La Bombe humaine ou Ça (c'est vraiment toi). Les paroles évoquent surtout le mal-être adolescent (Cendrillon) et une certaine révolte contre la génération précédente. La musique est un rock assez classique, inspirée des Stones. Le riff d'introduction d’Hygiaphone est digne d'un Keith Richards s'inspirant de Chuck Berry.
Cette même période est également marquée par la naissance du groupe de hard rock Trust. Le guitariste Norbert Krief dit « Nono » revendique l'héritage des grands maîtres anglo-saxons, comme le montre un duo avec Bon Scott sur une reprise de « Ride on » d'AC/DC. Les paroles tranchantes de Bernie Bonvoisin marquent également cette période, avec des citations de Jacques Mesrine, des appels au désordre social et une dénonciation de la petite-bourgeoisie. Le groupe connaît un réel succès populaire et est considéré comme un précurseur du hard rock en France.
La fin des années 1970 voit l'émergence de nombreux autres groupes ou artistes de rock français tels que Starshooter de Kent, Bijou, Strychnine, Hubert-Félix Thiéfaine, Jacques Higelin, Stinky Toys, Dogs, Little Bob Story, Marquis de Sade, Métal Urbain, OTH, Shakin' Street, Les Thugs, Les Sheriff, Raoul Petite.

## Les années 1980

### Mort de John Lennon
Le 8 décembre 1980, John Lennon est abattu de cinq balles de revolver par Mark David Chapman, venu spécialement d'Hawaï pour abattre son idole. Après une longue retraite à New York, Lennon revenait sur le devant de la scène avec l'album Double Fantasy. La mort de Lennon enterre tous les espoirs de reformation des Beatles.

### L'influence du disco
Les Rolling Stones, jusque-là connus pour former « le plus grand groupe de rock 'n' roll du monde », sortent Miss You et Emotional Rescue, de vrais tubes disco. « Mick fréquentait trop le Club 54, on ne pouvait pas éviter ça » raconte Keith Richards[réf. souhaitée]. Les hard-rockeurs de Kiss connaissent un grand succès dans les clubs avec le tube I Was Made For Lovin You. Le groupe américain Blondie s'oriente également dans cette voie.

### New wave et cold wave

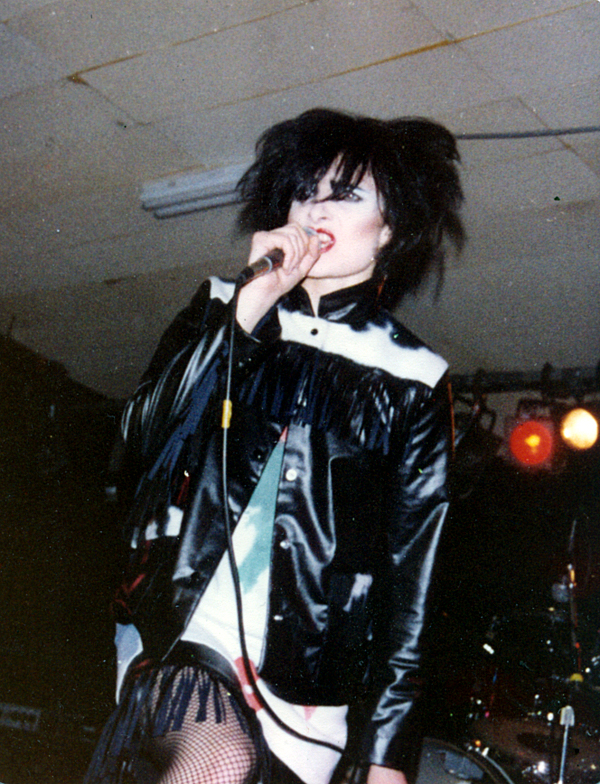
Siouxsie Sioux de Siouxsie and the Banshees en 1980.

L'évolution du matériel dans les années 1980 est marquée par la vulgarisation des synthétiseurs modernes, des boîtes à rythmes et du vibrato Floyd Rose ainsi que par l'utilisation plus poussée des effets (chorus, flanger, phaser, reverbs). La démocratisation de ces instruments combiné à l'essoufflement du punk rock en Grande-Bretagne va permettre l'émergence, au début de la décennie, de la new wave. Ce style, principalement britannique, s'écarte de l'héritage du punk par un son généralement plus pop, sophistiqué et arty. Le genre est également caractérisé par l'utilisation prononcée des synthétiseurs en contrepoint de guitares éthérées et de basses pesantes.
Parmi les principaux groupes de new wave on peut citer New Order, Alphaville, Depeche Mode, Erasure, Gary Numan, Eurythmics, Orchestral Manœuvres in the Dark ou Tears for Fears. Il existe quelques pionniers américains dans ce style comme Devo ou Talking Heads. Certains groupes français tels qu'Indochine, Gold, Niagara ou les Rita Mitsouko relèvent également de la new wave.
Très liée à la new wave, la cold wave se développe au même moment. Elle est caractérisée par un son froid, claustrophobe et répétitif. Les principaux représentants de la cold wave sont Joy Division, Siouxsie and the Banshees et The Cure. Elle inspirera elle-même les pionniers du rock gothique : Bauhaus, Sisters of Mercy...

### Survivance du hard rock

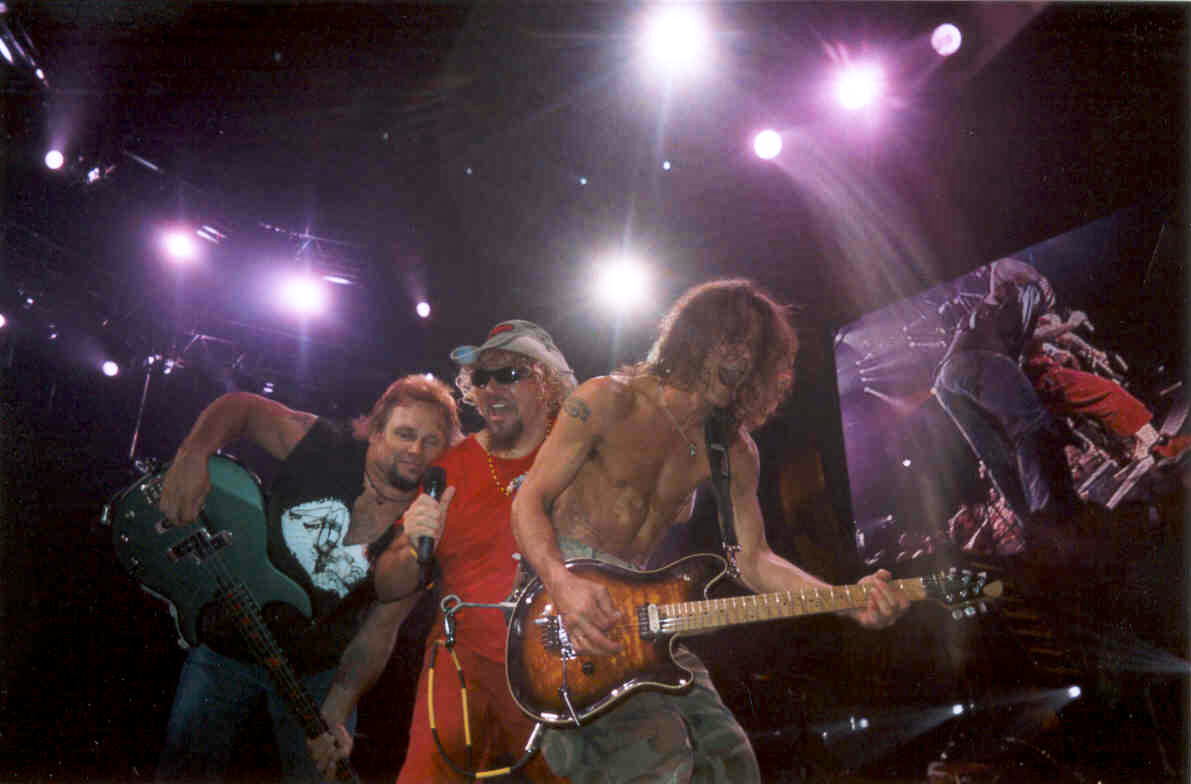
Van Halen

Le succès du groupe Van Halen à la fin des années 1970 ouvre la voie à toute une génération de guitaristes virtuoses, adeptes du vibrato, du jeu à très haute vitesse et du tapping qui consiste à frapper les cordes avec les doigts de la main droite, accélérant ainsi notablement le jeu et créant également un son nouveau et très reconnaissable.
Les géants du hard rock des années 1970 ont globalement du mal à aborder le tournant des années 1980 :  Led Zeppelin et Deep Purple sont séparés, Aerosmith connaît une période délicate au début de la décennie... Mais le genre reste malgré tout populaire comme en témoigne le succès de l'album Back in Black d'AC/DC en 1980 mais aussi du groupe allemand Scorpions. Les power ballads sont intimement liées à ce genre musical : en 1984, Still Loving You de Scorpions devient un titre planétaire et peut encore être entendu sur de nombreuses radios. A la fin de la décennie, Guns N' Roses vient combler un manque dans le hard rock, et devient un groupe majeur à la suite du succès de leur album Appetite for Destruction, sorti en 1987 et porté par des morceaux comme Sweet Child O' Mine ou Welcome to the Jungle. A la fin des années 1980, certains grands noms des années 1970 réussissent leur come-back et reviennent ainsi sur le devant de la scène, en particulier Aerosmith et Alice Cooper.
Par ailleurs, l'expression « rock FM » est forgée pour désigner une nouvelle tendance musicale apparue au début des années 1980 avec des groupes tels que Toto, Journey ou Van Halen (avec l'album 1984). Les refrains sont accrocheurs et facilement mémorisables et le son, très particulier, est marqué par des guitares généralement peu saturées et l'utilisation de synthétiseurs dans le but de le rendre plus accessible et plus facilement diffusable en radio.

### La diversification du heavy metal

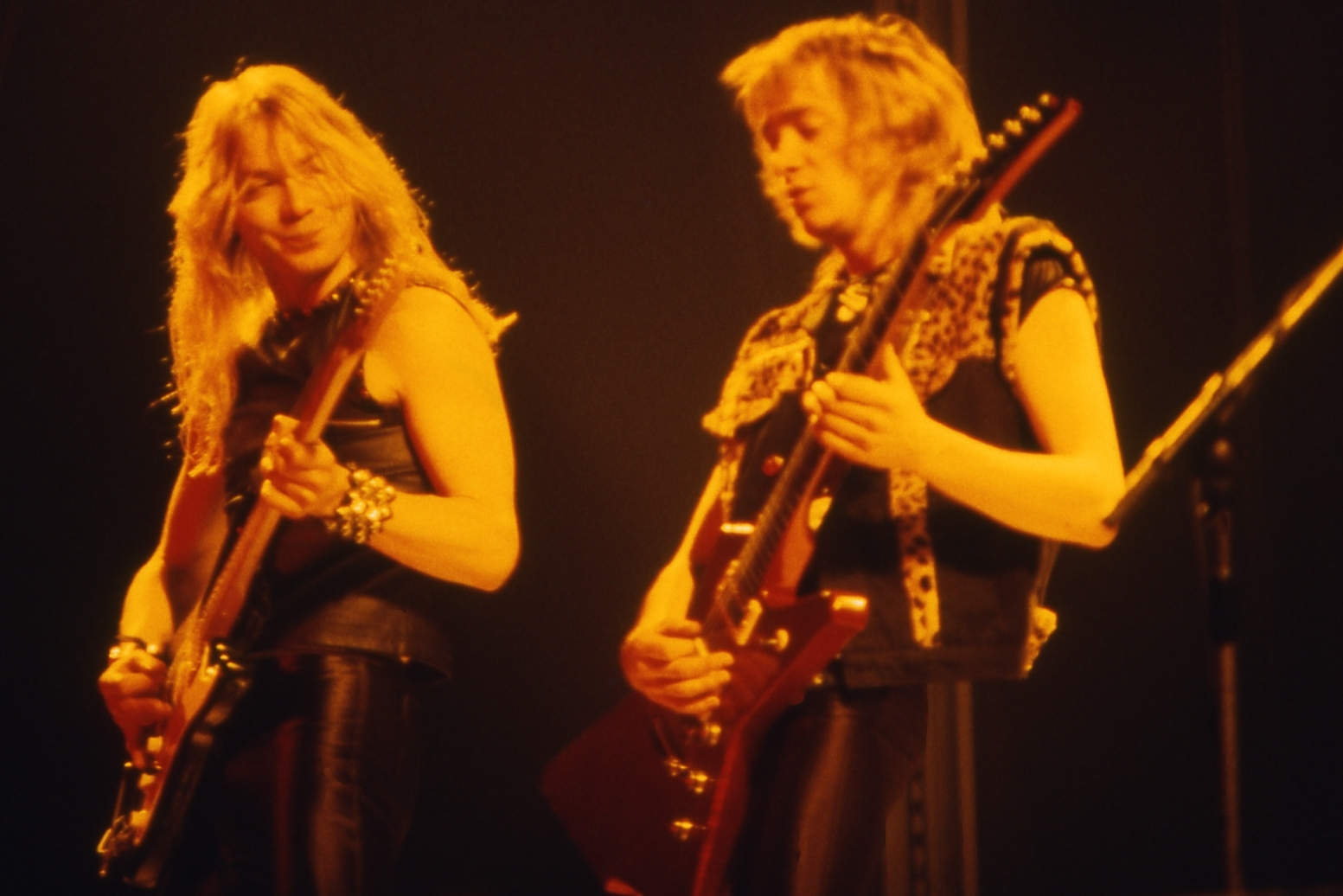
Dave Murray et Adrian Smith d'Iron Maiden, en 1982.

Au début des années 1980, le son du heavy metal se détache de plus en plus de celui du hard rock. Dès 1980, le déclin de la vague punk en Grande-Bretagne permet à des groupes de metal britanniques restés dans l'ombre de se faire un nom auprès du grand public. C'est le cas entre autres de Judas Priest et de Motörhead. Portés par ce renouveau, de jeunes groupes émergent et forment ce que l'on a appelé la new wave of british heavy metal, souvent abrégée NWOBHM. Le plus significatif d'entre eux est Iron Maiden, qui aura une influence considérable sur le metal. On peut également citer Saxon. Par ailleurs, l'ancien chanteur de Black Sabbath, Ozzy Osbourne, fait un retour remarqué en solo au début de la décennie.
Au milieu des années 1980, le heavy metal traditionnel britannique est supplanté par le thrash metal venu des Etats-Unis, au son plus rapide, puissant et agressif, représentés notamment par le Big Four of Thrash, composé de Megadeth, Slayer, Anthrax et du plus célèbre des quatre : Metallica. Un sous-genre qui aura également du succès en Allemagne. Le thrash metal est le premier des quatre sous-genres dit « extrêmes » du metal à éclore ; il sera suivi par le death, le black et le doom.
Un autre sous-genre du metal, plus épique et mélodique, apparaît aussi à la fin de la décennie, le power metal, porté notamment par le groupe allemand Helloween.
Les années 1980 sont aussi l'âge d'or du glam metal. Musicalement, ce nouveau genre mélange des éléments de heavy metal, de hard rock et de glam rock. Dans la lignée du rock FM, le son du glam metal est plus pop et commercial que celui du heavy metal traditionnel, les power ballads sont très courantes et les textes traitent de sujets comme le sexe, la fête et l'alcool. Dans le glam metal, le look est aussi important que la musique. Les artistes se maquillent, portent bandeaux, spandex et jeans moulants et apportent un grand soin à leurs cheveux, longs, bouclés et laqués, d'où le surnom parfois donné au genre de "hair metal". Les groupes les plus populaires sont Mötley Crüe, Bon Jovi, Poison, Twisted Sister, Ratt, Def Leppard et Skid Row... Porté par des clips diffusés sur la toute jeune MTV, le glam metal connaît un vif succès, principalement aux Etats-Unis, poussant des groupes déjà installés à s'essayer au style, pour un ou plusieurs albums : Kiss, Aerosmith, Scorpions et même Judas Priest. Au début des années 90, l'essor du grunge va balayer le glam metal, jugé par la nouvelle génération inauthentique, commercial et sexiste.

### L'émergence du rock alternatif
Aux Etats-Unis, la fin des années 1970 a moins été marquée par la déferlante du punk rock qu'en Grande-Bretagne. Le genre reste donc important au début de la décennie suivante, en particulier dans le milieu underground. Pionniers du style, les Ramones continuent de sortir des albums tandis qu'une seconde vague de groupes créent le punk hardcore, représentés par des formations comme les Dead Kennedys, Black Flag,  Bad Brains, Minor Threat ou encore Bad Religion.
Le hardcore a une influence considérable sur l'émergence du rock alternatif américain, notamment à travers l'éthique do it yourself. Diffusé sur les radios étudiantes américaines, le rock alternatif est très divers et décrit des groupes qui ont des contrats avec des labels indépendants et qui ne rentrent pas dans les genres du grand public de l'époque. Le groupe R.E.M., qui connaîtra un succès planétaire au début des années 1990, est le représentant le plus célèbre du rock alternatif américain dans les années 1980. Dans un style plus proche du rock garage, les Pixies auront une grande influence sur des formations majeures ultérieures. Des groupes comme Husker Dü, The Replacements, Violent Femmes, Meat Puppets, Sonic Youth, Dinosaur Jr. ou Mudhoney, dans des styles très variés, vont définir l'identité du rock alternatif américain.
Né également dans le sillage du punk, le rock alternatif britannique, souvent nommé indie rock, se développe aussi tout au long de la décennie, avec par exemple le quatuor de Manchester, The Smiths, qui connaît un succès important dans la deuxième moitié des années 1980.
Le rock alternatif est un terreau extrêmement favorable à l'émergence de divers sous-genres, comme le grunge, la Britpop et le shoegaze, qui marqueront le rock de la décennie suivante.

### Déclin du rock progressif et renouveau de genres mineurs
Sous-genre le plus populaire du rock, au côté du hard rock, dans les années 1970, le rock progressif est heurté de plein fouet par la vague punk de 1977. Les années 1980 voit le déclin du rock progressif s'accélérer. Un affaiblissement dont il ne se relèvera jamais par la suite. Le public se détourne des grands noms du genre, qui se séparent ou tentent de rendre leur musique plus accessible, comme c'est le cas de Genesis, qui s'oriente vers un son plus pop, avec un succès commercial au rendez-vous. Parmi les nouveaux venus sur la scène progressive, seul Marillion tire son épingle du jeu, sans toutefois atteindre les sommets de popularité de ses glorieux prédécesseurs.
Des artistes aux sonorités pop rock comme The Police, puis Sting en solo, ou le groupe irlandais U2 atteignent la consécration dans le courant des années 1980. Plusieurs poids lourds du rock des années 1970 maintiennent également leur statut tels que Bruce Springsteen ou Dire Straits.
Les années 1980 sont aussi marquées par le retour du blues avec Stevie Ray Vaughan et le retour du rock 'n' roll avec le courant rockabilly porté notamment par les Stray Cats et Robert Gordon.

### Le Live Aid: le concert du siècle
Le 13 juillet 1985, Bob Geldof organise le Live Aid dans le but de lever des fonds pour soulager la famine éthiopienne en cours lors de cette année-là. Surnommé « le concert du siècle », cet événement se déroule simultanément au Wembley Stadium de Londres et au John F. Kennedy Stadium de Philadelphie. Retransmis par de nombreuses chaînes de télévision dans le monde entier, on estime à 2 milliards le nombre de personnes l'ayant suivi dans plus de 100 pays différents, alors qu'environ 90 000 personnes sont présentes pour chaque concert. De nombreuses légendes du rock telles que Paul McCartney, Mick Jagger, Bob Dylan, The Who, David Bowie, Queen, les Beach Boys, Neil Young, Phil Collins, Black Sabbath, Judas Priest, Led Zeppelin, Eric Clapton, U2 et bien d'autres participent à cet événement hors du commun. Phil Collins joue même à Londres avant de prendre le Concorde pour aller jouer à Philadelphie.

## Les années 1990

### Le grunge

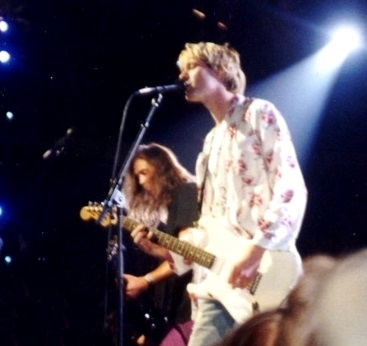
Kurt Cobain de Nirvana vers 1992

L'année 1991 voit l'explosion mondiale d'un phénomène tel que le rock n'en avait plus connu depuis la vague punk de 1977 : le grunge. Ce nouveau genre déferle sur les radios et les télévisions du monde entier grâce au succès de l'album Nevermind de Nirvana, porté par le tube Smells Like Teen Spirit. Inspiré par les Pixies, Nirvana lance involontairement la mode grunge. Le groupe ne crée pas le mouvement mais le popularise rapidement à l'échelle internationale. La même année, l'album Ten de Pearl Jam, connaît également un retentissement planétaire, faisant du grunge le style de rock dominant lors de la première moitié des années 1990. Le grunge a alors été perçu comme la musique de la « Génération X ».
Né à la fin des années 1980, dans la région de Seattle (État de Washington, au nord-ouest des États-Unis), le grunge mêle des influences de punk rock, de heavy metal et de hard rock. Il se caractérise par un son crasseux, des changements de nuances réguliers, en particulier l'alternance de couplets calmes et de refrains énergiques, et des paroles apathiques traitant d'angoisses existentielles. Le son des guitares est « boueux » et épais, dus à de très fortes distorsions, de fuzz et d'effet Larsen tandis que les groupes grunges rejettent souvent les solos de guitare virtuoses.
Outre Nirvana et Pearl Jam, les groupes les plus connus sont Soundgarden et Alice in Chains, tous issus de Seattle. Originaire de Californie, le groupe Stone Temple Pilots connaîtra également la consécration au début de la décennie tout comme The Smashing Pumpkins, qui marque la période avec leur double-album au son inspiré du grunge, Mellon Collie and the Infinite Sadness, sorti en 1995.
À partir du milieu des années 1990, le grunge, qui se veut un mouvement alternatif, est récupéré par les médias de masse et l'industrie du disque. La mort de Kurt Cobain, le leader de Nirvana, en avril 1994, l'avènement de la Britpop et les séparations de plusieurs groupes phares au milieu de la décennie entraînent le déclin du genre.

### Le shoegaze
Le shoegaze (ou shoegazing) émerge à la fin des années 1980 et au début des années 1990 au sein du rock alternatif britannique. Héritier du rock expérimental et du noise rock, le shoegaze se caractérise par une approche à la fois bruitiste et mélodique de la musique. Les principaux éléments musicaux du style se composent d'une forte distorsion et d'un « mur de son » produit par des guitares omniprésentes et fortement saturées, à travers lesquelles se faufilent des mélodies de qualité. Les voix sont souvent un peu en retrait et sous-mixées, ce qui leur donne un côté rêveur et aérien.
Le terme « shoegaze » est inventé par la presse en référence à la posture scénique des artistes du genre, presque immobiles, la tête penchée en avant, concentrés sur leurs instruments et leurs pédales d'effets, comme s'ils regardaient leurs chaussures ; en anglais, shoe signifie « chaussure » et gaze veut dire « regarder ».
Au début des années 1990, les groupes de shoegaze se font voler la vedette par le grunge et les premiers groupes de Britpop. Au sein de ce mouvement globalement underground, les Irlandais de My Bloody Valentine occupent une place à part ; leur album Loveless étant considéré comme un des plus importants du rock indépendant des années 1990.

### La Britpop

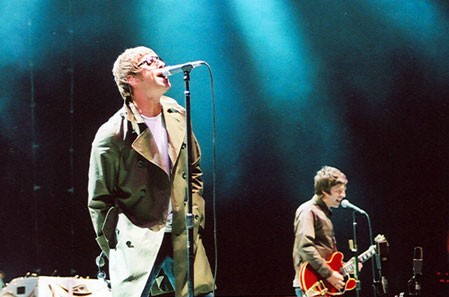
Liam et Noel Gallagher du groupe Oasis.

La Britpop (mot-valise composé de « British » et « pop »), sous-genre du rock alternatif, se développe au Royaume-Uni au début des années 1990 et atteint son pic de popularité entre 1994 et 1997. Le début des années 1990 voit en effet l'apparition de groupes anglais influencés par les formations britanniques des années 1960, en particulier les Beatles, les Kinks et les Who, mais aussi d'artistes du glam, du punk et de la new wave tels que David Bowie, The Clash ou The Jam et du rock indépendant des années 1980 comme The Smiths. Le courant Madchester a aussi eu une grande importance dans l'apparition du genre, notamment The Stones Roses dont l'album éponyme, sorti en 1989, est une pierre angulaire dans la naissance de la Britpop.
En mars 1993, le premier album de Suede jette les bases du mouvement qui va s'abattre sur la Grande-Bretagne. La Britpop est alors caractérisée par des mélodies joviales jouées à la guitare, des refrains pop entraînants et des paroles évoquant la vie quotidienne et la culture des classes populaire et moyenne anglaises. La Britpop fut souvent perçue comme la réaction du rock anglais à l'invasion américaine du grunge. Au milieu des années 1990, les groupes Oasis et Blur incarnent ce nouveau mouvement et s'affrontent pour la couronne de « Rois de la Britpop ».
Le genre connaît un déclin commercial et critique vers l’année 1997, en partie lié à la réception mitigée du troisième album d’Oasis et de la décision de Blur de prendre ses distances vis-à-vis du genre. L’attention de la presse britannique se focalise alors sur Radiohead et The Verve, considérés comme plus ambitieux que leurs pairs mais moins représentatifs de la Britpop.

### Le retour des vétérans
Au début des années 1990, de grands groupes classiques du hard rock sont de retour. En 1990, Scorpions sort Wind Of Change qui deviendra un hymne à la paix dans le monde entier. La même année, AC/DC revient sur le devant de la scène après une longue période de déclin discographique grâce à l'album The Razors Edge et le hit Thunderstruck. L'année suivante, les Australiens enregistrent un album live. Led Zeppelin se reforme temporairement et sort un album live et quelques compilations. En 1993, Aerosmith enregistre Get a Grip, son album le plus vendu. L'année précédente Kiss avait créé la surprise avec Revenge puis en 1993 avec Alive III. En 1996, le groupe Kiss original se reforme avec les costumes et le maquillage emblématiques de la tournée de 1977 et se lance dans de gigantesques tournées.
En 1994, Pink Floyd fait son grand retour avec la sortie de The Division Bell, sept ans après leur dernier album. Il propulse une fois de plus le groupe en tête des ventes aux États-Unis et le replace au sommet de la notoriété, tant au niveau critique que commercial. Il est le prélude à une gigantesque tournée mondiale, immortalisée par l'album P·U·L·S·E sorti en 1995.
Le 24 novembre 1991, le rock perd deux grandes personnalités : Freddie Mercury du groupe Queen et Eric Carr du groupe Kiss.

### Déclin du thrash metal, fusion des genres et succès du nu metal
Alors qu'il dominait le metal de la deuxième moitié des années 1980, le thrash metal est heurté par l'apparition du grunge. Parallèlement, une grande partie des groupes installés décident de ralentir le tempo et de se tourner vers des sonorités plus heavy. C'est le cas par exemple de Metallica sur leur Black Album ou de Megadeth avec Youthanasia. De nouveaux groupes émergent malgré tout et font évoluer la musicalité du genre, en particulier Pantera et Sepultura.
Les années 1990 voient par ailleurs plusieurs nouveaux courants de la famille du metal gagner en notoriété. Né de la rencontre entre le metal et la musique industrielle, le metal industriel atteint son pic de popularité au cours de la décennie, porté par des formations comme Ministry, Nine Inch Nails et Rammstein. Toujours dans la veine de la fusion avec d'autres styles de musique, le premier album de Rage Against the Machine, sorti en 1992, lance le rap metal et permet au groupe d'atteindre la consécration. De leur côté, les Américains de Faith No More connaissent le succès en mélangeant metal et funk.
Apparu au cours de la décennie précédente, le metal progressif, qui allie la lourdeur du heavy metal et la complexité du rock progressif, prend de l'ampleur dans les années 1990 grâce à des groupes tels que Tool ou Dream Theater.
Dans la lignée de cette fusion des genres et du succès du metal alernatif, apparaît au milieu de la décennie le nu metal (ou néo metal en français), propulsé par l'album éponyme de Korn, sorti en 1994. Ce nouveau sous-genre mêle des éléments de metal associé à d'autres styles comme le hip-hop et le grunge. Il contient très peu voire pas du tout de solo de guitare, contrairement aux autres sous-genres de metal. Très décrié par de nombreux fans de metal extrême ou de heavy metal, qui lui contestent parfois jusqu'à l'appellation même de metal, le nu metal connaît un succès grandissant à la fin des années 1990 et au début des années 2000, devenant le sous-genre du metal, voire du rock en général, le plus populaire de cette période.

### Le rock alternatif au sommet
Dès les années 1980, le rock alternatif avait commencé à se faire une place dans les charts, en particulier grâce à R.E.M.. Continuant sur sa lancée, le groupe atteint la consécration au niveau international au début des années 1990 avec leurs albums Out of Time, Automatic for the People et Monster. À partir de 1991, le succès inattendu de Nirvana et l'explosion du grunge attirent l'attention du public et de l'industrie musicale sur le rock alternatif, permettant à de nombreux groupes de prendre leur envol. Des artistes qualifiés d'alternatifs aussi divers que The Cranberries, PJ Harvey, Hole, Radiohead ou Nick Cave and the Bad Seeds connaissent une réussite commerciale considérable. En 1991, les Red Hot Chili Peppers marquent le rock de la décennie naissante avec leur album Blood Sugar Sex Magik, qui marie rock et funk sur des paroles rappées. En 1994 sort Grace, unique album de Jeff Buckley, rapidement acclamé par la critique, le public et ses pairs.
La réussite de Nirvana, dont le style musical puise abondamment dans le punk, remet également en lumière le genre. En 1994, les groupes américains The Offspring et Green Day connaissent le succès grâce à leurs albums respectifs, Smash et Dookie, qui influenceront le développement du pop punk. Rare groupe de hardcore des années 1980 encore en activité, Bad Religion bénéficie aussi de ce renouveau et voit son succès dépasser le cadre du milieu underground pour s'imposer aux yeux du grand public.
En 1997, le troisième album du groupe britannique Radiohead, Ok Computer, album expérimental, pop, à la texture très progressive et à l'atmosphère inattendue pour l'époque, révolutionne la musique rock. Il aura notamment une influence sur des groupes tels que Muse, Coldplay, Placebo ou Keane.
En 1999, les Red Hot Chili Peppers réussissent un retour remarqué avec leur album Californication, porté notamment par la chanson du même nom.
En France, la décennie est également marquée par la popularité grandissante du rock alternatif. La figure phare du mouvement est alors Noir Désir, qui devient le leader du rock français des années 1990.

#### Le lo-fi
Alors que le rock alternatif est à son apogée, quelques groupes alternatifs américains sont méfiants du succès commercial et préfèrent rester dans l'underground. Ils développent alors le lo-fi, qui désigne des méthodes d'enregistrement primitives et peu coûteuses, volontairement utilisées pour produire un son « sale », opposé aux sonorités jugées aseptisées de certaines musiques populaires. Le son lo-fi tire directement ses origines du garage rock des années 1960, du punk rock des années 1970-1980 et des précédents groupes de rock alternatif des années 1980. Les artistes lo-fi souhaitent rester fidèles aux valeurs du punk et du hardcore des années 1980, c'est-à-dire l'indépendance face aux majors et l'auto-promotion de la scène locale et nationale par des moyens alternatifs. Le groupe le plus emblématique de ce courant est Pavement. On peut également citer Guided by Voices, Sebadoh ou Built to Spill.

## Les années 2000
Après avoir pris son envol dans la deuxième moitié des années 1990, le nu metal reste très populaire au début des années 2000, porté notamment par le succès des groupes américains Linkin Park, Slipknot et System of a Down. Au milieu de la décennie, le mouvement perd son élan, bien que des groupes phares du genre restent toujours populaires.
Aux États-Unis comme en Angleterre, le style garage, caractérisé par un son saturé et « sale », fait un retour très remarqué au début des années 2000. Une nouvelle vague de groupes fait son apparition, s'inspirant du rock garage des années 1960 et de formations célèbres telles que les Kinks, les Who ou le Velvet Underground. Cette nouvelle génération voit le jour autour de The Strokes, The Libertines, The White Stripes, The Hives et Kings of Leon,. Sorti en 2003, le titre Seven Nation Army, des White Stripes, connaît un immense succès international. Porté par un riff entêtant, il est très souvent repris par les supporters de diverses équipes, notamment de football.
Ce renouveau du garage rock ouvre la voie à de nombreux groupes qui sont aujourd'hui qualifiés d'indie, genre devenu désormais très large et rassemblant à la fois des groupes ayant signé sur des labels indépendants (dont Domino Records) et des groupes ayant signé pour des majors. En 2004, le groupe britannique Franz Ferdinand connaît un grand succès avec la parution de leur premier album, porté par le single très dansant Take Me Out.
Des nombreux groupes de rock surgissent en Angleterre sous l'égide du magazine NME, dont The Kooks, Kaiser Chiefs ou Coldplay. Ils jouent une musique populaire, directe et harmonieuse, proche de la pop, sans renouveler une certaine tradition du songwriting anglais, à l'instar de groupes comme Blur ou Oasis au cours de la décennie précédente. Ils sont parfois étiquetés en tant que post-Britpop.
Le post-punk, né à la toute fin des années 1970, connaît également un nouvel engouement dans les années 2000 avec des groupes comme Interpol, Bloc Party, The Rakes, Maxïmo Park ou Editors. Leur musique est rythmée, froide et minimaliste. Ce mouvement est parfois qualifié de post-punk revival.
Marqué par le krautrock des années 1970 et l'electro (entre autres Kraftwerk et Daft Punk), la nouvelle scène rock s'inspire des synthétiseurs pour créer l'electro-rock. Les groupes comme Klaxons, Soulwax, Metronomy, Late Of The Pier ou Cut Copy marquent le retour du rock sur le dancefloor comme avaient pu le faire Franz Ferdinand et Arctic Monkeys un peu plus tôt.

## La fusion des genres à l'aube des années 2010
La musique des années 2010, grâce à la popularité d'Internet et l'accès quasi illimité à toutes les sortes de musiques, ne permet plus véritablement de réfléchir en termes de genres. La vague revival a donné lieu à de nombreux styles musicaux qui ont permis une création beaucoup plus large et mélangée. Des groupes comme Arcade Fire, Foals, Vampire Weekend, Fleet Foxes, Sigur Ros ou MGMT choisissent clairement de s'engager dans cette création fusion des genres pour décloisonner le rock et le rendre toujours plus varié.